# Stillehavskrigen
 For alternative betydninger, se Stillehavskrigen (flertydig). (Se også artikler, som begynder med Stillehavskrigen)
Stillehavskrigen er en samlet betegnelse for de krige, der opstod som et resultat af Japans ekspansionspolitik i 1930'erne og 1940'erne. Stillehavskrigen foregik dels i Kina og Sydøstasien, dels i store dele af Stillehavsområdet. Fra 1941 blev krigen en del af 2. verdenskrig.
Stillehavskrigen indledtes i Asien med udbruddet af den 2. kinesisk-japanske krig den 7. juli 1937. Efter Kejserriget Japans angreb på Pearl Harbor den 7. december 1941 trådte USA den følgende dag ind i denne konflikt og dermed i 2. Verdenskrig. De øvrige lande, som deltog i Stillehavskrigen var Storbritannien, Australien, New Zealand og Holland. En række japansk besatte asiatiske lande erklærede i krigens løb krig mod de Allierede. Hen imod krigens slutning trådte nogle lande ind i krigen på allieret side, efter at de japanske besættelsesstyrker var blevet fordrevet fra deres territorium. I krigens sidste måned trådte Sovjetunionen ind i krigen med angrebet på Manchuriet.
Den 2. september 1945 undertegnedes Japans betingelsesløse kapitulation om bord på det amerikanske slagskib USS Missouri i Sagamibugten ved Tokyo. Hermed afsluttedes Stillehavskrigen og dermed også 2. Verdenskrig. Det er den eneste krig hvor der både er anvendt atomvåben (af USA) og kemiske og biologiske våben (fortrinsvis af Japan i Kina).

## Krigens navn

### Japan
Den officielle japanske betegnelse for krigen som helhed er Den store østasiatiske krig. Navnet blev fastlagt den 10. december 1941 af det japanske parlament og meddelt befolkningen to dage senere.
Krigen omtales i Japan også som Stillehavskrigen, mens en tredje betegnelse, 15-årskrigen ikke anvendes så ofte. Den henviser til, at Japan i 1931 invaderede Manchuriet, og at den 2. kinesisk-japanske krig fortsatte til afslutningen på 2. verdenskrig. Denne krig omtales i Japan som den japansk kinesiske krig eller som HEI, Operation C eller Invasionen af Kina. I dag bruges i Japan i stigende grad betegnelsen Asien og Stillehavskrigen, der ligesom 15-årskrigen kæder krigene sammen, og ikke som betegnelsen Stillehavskrigen overser krigen i Kina. Som eksempel på denne udvikling kan nævnes udgivelsen af 8-binds værket Ajia Taiheiyō sensō fra forlaget Iwanami Shoten i 2005, der indeholder en sammenfatning af den seneste forskning i Asien og Stillehavskrigen.

### Kina
Betegnelsen for krigen er forskellig: I Folkerepublikken Kina og Taiwan er den officielle betegnelse Modstandskrigen mod Japan. Betegnelsen bruges imidlertid også i andre sydøstasiatiske lande om den lokale modstand mod den japanske besættelse. Krigen bliver i Kina også omtalt som modstandskrigen.

### De Allierede
USA valgte at omtale de militære aktioner i Stillehavet og de omkringliggende stater som Pacific Theater of Operations (PTO).
Da den amerikanske hær, flåde og marinekorps havde nogenlunde lige store roller i denne konflikt, og da indsatsområdet dækkede det meste af Stillehavet og Sydøstasien, blev der i modsætning til i Europa ikke udpeget en øverstkommanderende for hele området. I stedet udnævntes en amerikansk øverstkommanderende over operationerne i Stillehavet, som fra 30. marts 1942 var Commander in Chief Pacific Ocean Areas Admiral Chester W. Nimitz. Tilsvarende udnævntes general Douglas MacArthur til Supreme Allied Commander South-West Pacific Area. Under disse to blev der også underlagt enheder fra Storbritannien, Australien, New Zealand og Holland.
Der var et tredje kampområde South-East Asian Theater (SEAT), der omfattede Indien, Burma, Thailand, Malaysia og Singapore. Her var der indsat indiske, britiske og amerikanske tropper. Den øverstbefalende var fra 7. december 1941 general Sir Archibald Wavell, som en måned senere også fik kommandoen over ABDACOM med yderligere hollandske og australske enheder. Efter at disse var blevet nedkæmpet i slutningen af 1942, blev SEAT i første omgang underlagt den britiske hærledelse i Indien, for siden i august 1943, efter ordre fra Winston Churchill, at blive etableret på ny. Fra oktober var den nye øverstbefalende admiral Louis Mountbatten. Betegnelsen China Burma India Theater (CBI) dækkede det allierede kampområde, hvormed de fra Britisk Indien og Burma forsøgte at bekæmpe den japanske invasion af Kina.

## Oversigt
Stillehavskrigen adskilte sig på mange punkter fra krigen i Europa. Mens krigen i Europa fra start til slut fortrinsvis var en krig på landjorden, flyttede krigen sig i Sydøstasien fra fastlandet ud i det vidtstrakte Stillehav. Søslagene mellem de Allierede og Japan bidrog fra 1942 på afgørende vis til krigens udfald.
I Stillehavet blev krigen på landjorden fortrinsvis udkæmpet i ufremkommelige jungler, hvilket medførte, at der kun i begrænset omfang blev indsat tungt materiel såsom kampvogne. Det var derfor af afgørende betydning, at der foregik en nøje koordination mellem hær-, flåde- og flystyrker. Japanernes anvendelse af denne strategi førte til, at de i løbet af kort tid erobrede et enormt område. Senere kopierede og forbedrede amerikanerne denne fremgangsmåde.
Krisen i Østasien mellem Kina og Japan, som havde eksisteret siden den japanske indmarch i Manchuriet i 1931 og etableringen af lydstaten Manchukuo, førte den 7. juli 1937 med Episoden på Marco-Polo-Broen til udbruddet af den 2. kinesisk-japanske krig. Indtil 1940, hvor der indtraf en stilstandsperiode ved fronten, havde den japanske hær erobret det nordlige Kina, og mange af kystbyerne var under japansk indflydelse. Trods mange diplomatiske anstrengelser for at forhindre, at krigen spredte sig til Sydøstasien og en økonomisk embargo, som skulle tvinge Japan til at trække sig tilbage fra de besatte områder, kom det den 7. december 1941 til Angrebet på Pearl Harbor.
Efter dette ømtålelige angreb på USA trængte japanerne planmæssigt frem mod syd og besatte under feltråbet Asien for asiaterne europæiske og amerikanske kolonier såsom Hongkong, Filippinerne og Hollandsk Ostindien.
I løbet af fire måneder besatte japanske tropper hele Sydøstasien og en stor del af Stillehavsområdet med ca. 450 mio. indbyggere. Det var den største udstrækning, det japanske imperium havde nået i Japans historie.
I midten af 1942 efter Slaget om Koralhavet og Slaget om Midway, hvor den japanske flåde blev alvorligt svækket ved tabet af fire hangarskibe, ændrede situationen sig imidlertid. Amerikanske tropper kunne forhindrede yderligere japanske fremstød, og dermed forhindredes en isolering af Australien fra USA, og amerikanske tropper begyndte at trænge ind på japansk besat område.
De hårdeste kampe rasede fra slutningen af 1942 til midten af 1944 i det sydlige Stillehav, på Salomonøerne, Gilbert øerne, Marshall øerne og på Nordmarianerne. Den vellykkede taktik kaldtes ø-hopning og gik ud på, at amerikanerne omgik de stærkt befæstede japanske støttepunkter, etablerede egne støttepunkter på andre øer og nærmede sig derved de japanske hovedøer.
I slutningen af oktober og begyndelsen af november 1944 udkæmpedes slaget om Leyte Gulf, som betød at Japan mistede næsten hele sin flåde.
Efter slagene om de japanske øer Iwo Jima og Okinawa nedkastede amerikanske bombefly den 6. august 1945 den første atombombe over Hiroshima og den 9. august den anden over Nagasaki. Seks dage senere bekendtgjorde den japanske kejser i radioen den japanske kapitulation, som blev undertegnet den 2. september 1945 i Tokyobugten om bord på det amerikanske slagskib USS Missouri.

## Krigsområde
Da det havde sin største udbredelse, strakte krigsområdet sig over et område med en radius på over 5.000 km over Stillehavet og det Indiske Ocean. I nord nåede det Sovjetunionen og Aleuterne i vest til Burma og Indien. I syd nåede krigsområdet til ca. 200 km fra den australske kyst og i øst til den amerikanske flådebase Pearl Harbor på Hawaii.
Mens krigsområdet fra 1937 til slutningen af 1941 næsten udelukkende omfattede det kinesiske fastland, skiftede hovedkampområdet i 1942 til Stillehavet. Der blev soldaterne indsat i sumpe og jungler, hvor der ikke kunne anvendes kampvogne og tungt skyts. Derfor var det vigtigt at opnå luftherredømme og indrette flybaser på strategisk velplacerede øer.

## Forhistorie
I begyndelsen af det 20. århundrede var størstedelen af Østasien og Stillehavsområdet under europæisk og amerikansk kolonistyre, herunder Indokina (Frankrig), Filippinerne (USA), Hawaii (USA), Indonesien (Holland) og Malaysia (Storbritannien). Korea og Taiwan var japanske kolonier.
Japan havde allerede inden Stillehavskrigen været involveret i adskillige krige. I 1894 erobrede det i 1. kinesisk-japanske krig bl.a. Port Arthur. Herefter fulgte 1904-1905 den Russisk-japanske krig. Under Tennō Yoshihito kæmpede Japan på allieret side i 1. verdenskrig, og Japan overtog de tyske kolonier såsom Kiautschou (Qingdao).
Efter afslutningen af disse krige i 1919 var Japan sammen med Kina den største magt i Østasien. Landet havde ikke blot kontrol over de japanske øer, men også Korea, Taiwan, Sakhalin, adskillige øgrupper i Det sydlige Stillehav foruden talrige kystbyer på fastlandet.
Efter at det ikke var lykkedes at holde Depressionen i 1930'erne stangen, var der stadig flere, som mente, at løsningen på problemerne bestod i en territorial ekspansion.
I 1930'erne fik militæret stadig stigende kontrol over regeringen, herunder posten som premierminister. Politiske modstandere blev forfulgt, massemedierne censureret. Den aggressive indsats for politiske ændringer i Stillehavsregionen havde angiveligt til formål at afslutte de vestlige landes koloniherredømme og erstatte det med et japansk.
Hovedmålet for den japanske ekspansion var Republikken Kina. Mukden-episoden den 18. september 1931, der formentlig var iscenesat af japanerne selv, førte til Manchuriet-krisen og Guandong-armeen besatte Manchuriet – angiveligt uden aftale med den japanske regering. Den 1. marts 1932 blev lydstaten Manchukuo grundlagt, og dens præsident og senere kejser var Pu Yi. På grund af internationale protester over begivenhederne i Kina trådte Japan i 1933 ud af Folkeforbundet. I 1936 indgik det Antikominternpagten med Nazityskland.

## Krigens forløb

### 1937
Den 7. juli 1937 indtraf Episoden på Marco-Polo-Broen, som udløste den 2. kinesisk-japanske krig, som indledte Stillehavskrigen på det asiatiske fastland og også i Japan anses for starten på 2. Verdenskrig.
Det er omstridt, om denne episode, hvor japanske og kinesiske soldater var involveret i ildkampe, var fremprovokeret af Japan. Efter episoden indledte japanerne et angreb på Beijing, som de kinesiske forsvarere ikke kunne modstå. Den 29. juli kapitulerede Beijing og dagen efter Tianjin (se Slaget om Beijing-Tianjin). Japanerne fortsatte deres fremmarch i Kina fra nord og syd, og nationalistregeringen fra Kuomintang under Chiang Kai-shek erklærede Japan krig den 7. august.
Japanerne regnede med en hurtig sejr, men slaget om Shanghai, som indledtes den 13. august varede uventet længe og kostede med omkring 70.000 japanske og ca. 200.000 kinesiske soldater meget store ofre. Japanerne vandt først slaget i midten af november da den 10. japanske armé gjorde landgang i bugten ved Hangzhou og truede med at omringe de kinesiske tropper, som var indblandet i forbitrede bykampe i Shanghai.
Den kommunistiske Folkets Befrielseshær opnåede i Slaget ved Pingxingguan den 25. september en mindre taktisk sejr, der gik over i det kinesiske kommunistpartis historie som Den store sejr ved Pingxingguan. I et snævert pas ved Pingxingguan, som omkring 10.000 japanere trængte ind i uden forudgående rekognoscering, lykkedes det en kommunistisk enhed under marskal Lin Biao ved hjælp af håndgranater og rifler at skabe panik blandt de japanske tropper og slå dem på flugt. Derved erobrede kineserne omkring 100 lastbiler med våben og ammunition. De japanske tab var på omkring 1.000 døde og tilfangetagne, mens de kinesiske tab var på omkring 500.
Prins Konoe Fumimaro bekendtgjorde den 5. november, at det var Japans mål at opnå en nyordning af Asien. Samtidig overbragte den japanske regering et tilbud til den kinesiske regering om at bilægge hændelserne hvis Kina fremover overholdt de tre principper, som den japanske udenrigsminister Hirota Kōki havde formuleret i 1934. Principperne var:
1. Bekæmpelse af al antijapansk aktivitet,
2. Anerkendelse af Manchukuo og etablering af venskabelige forbindelser mellem Manchukuo, Kina og Japan,
3. Fælles kamp mod kommunismen.

Kuomintang vægrede sig i starten mod at indlede forhandlinger og ændrede først holdning den 2. december. På dette tidspunkt havde japanerne dog allerede indtaget Shanghai, og de kinesiske tropper var på tilbagetog. Derfor var den japanske regering ikke længere indstillet på at afslutte konflikten under de førnævnte betingelser, men opstillede langt hårdere betingelser, nemlig afmilitarisering af Nordkina og det Indre Mongoliet, betaling af krigsskadeserstatninger og etablering af politiske strukturer, der skulle regulere forholdet mellem Manchukuo, Japan og Kina. Disse betingelser afviste den kinesiske regering.
Omkring den 8. december nåede de japanske tropper frem til Nanjing, Kuomintangbevægelsens hovedstad, og omringede den. Bombardementerne foregik dag og nat, og den 12. december gav byens kommandant ordre til at tropperne skulle trækkes tilbage, hvilket endte i panik ved Yangtze-floden. Mange mennesker druknede i den kolde flod. Under evakueringen af amerikanske statsborgere fra Nanjing beskød og sænkede japanske fly samme dag den amerikanske kanonbåd USS Panay på Yangtze. Tre mennesker døde, og 48 blev såret. Ganske vist undskyldte den japanske regering episoden, men sammen med rapporter om de japanske soldaters grusomheder, som fremkom i pressen, sørgede den for, at billedet af Japan begyndte at ændre sig i USA.
Den 13. december besatte de japanske tropper Nanjing. I de efterfølgende tre uger blev der under Nanjingmassakren formentlig myrdet over 300.000 civile kinesere, og ca. 20.000 kvinder blev voldtaget. Chiang Kai-shek flyttede herefter hovedstaden til det fjerntliggende Chongqing.

### 1938
I januar bekendtgjorde den japanske regering, efter at forhandlingerne var endeligt brudt sammen, at man ville opløse den nationalistiske kinesiske regering. Japan besluttede sig for en offensiv i retning af Wuhan. For at muliggøre offensiven måtte man først erobre de vigtigste jernbaneknudepunkter i det nordlige Kina. For at erobre byen Xuzhou, der var et vigtigt knudepunkt, forsøgte de japanske soldater først at erobre den kinesiske garnisonsby Tai'erzhuang, men de kinesiske tropper lokkede japanerne i en fælde og omringede den 24. marts de japanske styrker under slaget om Tai'erzhuang. Efter kinesiske oplysninger faldt omkring 30.000 japanske soldater. Det var Japans første større nederlag i denne krig.
I marts vedtog Japan den nationale mobiliseringslov, som koncentrerede alle sider af økonomien og samfundslivet om at opnå en effektiv krigsførelse, og i april trådte loven i kraft. Der blev håb om en fredelig løsning på konflikten med Kina, da Ugaki Kazushige, en tidligere general og modstander af en optrapning af krigen, blev udnævnt til udenrigsminister i maj. Men i stedet for at opnå en afspænding af situationen kom det til fornyede stridigheder med Sovjetunionen over Manchuriet og til den Sovjetisk-japanske grænsekonflikt.
I andet forsøg erobrede japanerne byen Tai'erzhuang den 19. maj, og herefter erobrede de i slaget om Xuzhou også denne by, men myten om, at japanerne var uovervindelige, var brudt.
Chiang Kai-shek lod den 9. juni dæmningerne ved Den Gule Flod åbne, så landet blev oversvømmet. Han håbede dermed at kunne stoppe den japanske fremrykning. Da man imidlertid havde undladt at advare den lokale civilbefolkning, førte det til, at omkring 890.000 døde, og ca. 12 mio. mennesker blev hjemløse. 4.000 landsbyer og 11 byer blev revet med af flodbølgerne. Med oversvømmelserne lykkedes det imidlertid at afbryde den japanske fremrykning mod Wuhan i måneder. Først den 25. oktober erobrede japanerne Wuhan under store tab. Kort efter lykkedes det dem uden større modstand at erobre Canton. Da den håbede kinesiske kapitulation udeblev, stod det de japanske strateger klart, at krigen ville vare betydeligt længere end planlagt.

### 1939
Efter tabet af Wuhan gik kineserne over til at anvende den magnetiske krigs taktik. Den gik ud på, at de japanske tropper skulle lokkes til bestemte steder – som med en magnet – hvor de var lettere at angribe, eller hvor deres fremrykning i det mindste kunne forsinkes. Det bedste eksempel herpå er forsvaret af byen Changsha, som kunne gennemføres med succes i 1939, 1941, 1942 og 1944.
Slaget om Nanchang sluttede den 9. maj med tabet af denne vigtige forsyningslinje for kineserne. Dermed var vejen i princippet åben for japanerne til de sydøstlige provinser.
Under Slaget om Suixian-Zaoyang, der havde varet siden i april, lykkedes det den 7. maj to japanske divisioner at indtage de to byer Suixian og Zaoyang, men allerede den følgende dag rykkede japanerne videre mod syd. Kineserne fulgte efter dem og indledte den 15. maj et storangreb, der efter tre dages hårde kampe tvang japanerne på tilbagetog. Den 24. maj var begge byer igen på kinesiske hænder.
Ved to konsultationer mellem den amerikanske udenrigsminister Cordell Hull og den japanske ambassadør i Washington i juli og august, hvor Hull igen skarpt kritiserede den japanske anneksion af Manchuriet og dele af Kina og gav udtryk for sine bange anelser om, at øerne ud for Kinas kyst også ville blive "manchuriseret", tog japanerne ikke til genmæle. Imidlertid bekendtgjorde de, at de i nær fremtid ville indgå en militæralliance med Nazityskland og Italien.
Da Kinas økonomiske fremtid frem for alt afhang af råstofleverancer fra Storbritanniens og Frankrigs kolonier, udnyttede japanerne 2. verdenskrigs udbrud i Europa til at presse Storbritannien til at blokere Burmavejen og derved afskære de kinesiske styrker fra forsyninger.
Efter at krigen i Kina efter over to års forløb næsten var gået i stå, begyndte japanerne den 17. september slaget om Changsha, provinshovedstaden i Hunan. Dermed ville de åbne vejen til de sydlige provinser, så de derefter kunne trænge i retning af Indokina. Under de heftige kampe, hvor kineserne angreb japanernes langstrakte front ved floden Sinchiang fra nord og syd, greb japanerne til brugen af giftgas. Efter et vellykket gennembrud stod japanerne i september i udkanten af Changsha, men kunne ikke indtage byen, da kineserne havde afskåret forsyningsvejene bag dem. Japanerne opgav derfor deres forehavende den 6. oktober.
Slaget om det sydlige Guangxi begyndte den 15. november og varede til 25. februar 1940 og medførte, at de indre kinesiske provinser blev afskåret fra kysten. Dermed eksisterede der kun to veje, som de Allierede kunne benytte til forsyninger til Kina. Det var dels en vej fra Lashio i Burma til Kunming, hovedstaden i provinsen Yunnan og "The Hump", en af William H. Tunner organiseret luftbro over Himalaya.

### 1940
I USA, som ved krigens begyndelse havde tenderet mod at understøtte Japan, slog stemningen hurtigt om, efter at der var fremkommet beretninger om japanske krigsforbrydelser og Panay-episoden foruden indgrebet overfor amerikanske olieinteresser i Kina. I lyset af en mulig trussel fra Stillehavet begyndte USA den 26. januar at opbygge en base på Palmyra-atollen i Linjeøerne syd for Hawaii. Samme dag udløb handelsaftalen med Japan fra 1912. Den amerikanske stillehavsflåde blev den 7. maj på ubestemt tid beordret tilbage til den amerikanske flådebase Pearl Harbor på Hawaii.
Japanerne indledte den 30. januar erobringen af det sydlige Henan, hvilket kineserne efter en måneds heftige kampe kunne forhindre. Imidlertid kunne japanerne føre slaget om sydlige Shanxi, der var indledt den 14. marts, til en heldig afslutning.
Dermed var kampene i Kina nået frem til et dødvande. Japan holdt den østlige del af Kina besat og led under guerillaangreb fra kineserne. Resten af Kina var delt mellem Kuomintang under ledelse af Chiang Kai-shek og Mao Zedongs kommunistiske pari. Japanerne indsatte i marts en marionetregering under Wang Ching-wei i Nanking til at varetage de japanske interesser. Under indtryk af japanernes brutalitet var marionetregeringen ekstremt upopulær i befolkningen.
I juli 1940 forøgede japanerne presset på Fransk Indokina og fastholdt det i løbet af sommeren.
I et avisinterview den 1. august bekendtgjorde den japanske udenrigsminister Matsuoka Yōsuke opbygningen af den Storøstasiatiske velstandssfære. Dette økonomiske og forsvarsmæssige fællesskab mellem asiatiske lande under japansk formandskab skulle være fri for vestlig indflydelse.
I mellemtiden var det lykkedes Kinas kommunistiske parti at rekruttere over 400.000 soldater, som blev organiseret i 115 regimenter. Den 20. august indledte de Hundred-regimenter-offensiven, som varede indtil 5. december. De angreb jernbaneforbindelsen mellem Dezhou og Shijiazhuang i Hebei, mellem Shijiazhuang og Taiyuan i det centrale Shanxi og Taiyuan til Datong i det nordlige Shanxi. Hertil kom, at de sprængte tunneler og broer samtidig med, at de også ødelagde skinnerne. De veg heller ikke tilbage for direkte angreb på japanske garnisoner. Kobberminerne i Chingching, som var vigtige for japanerne, satte kommunisterne ud af drift i et halvt år. Efter at japanerne havde overdraget kommandoen i Nordkina til general Okamura Yasuji, begyndte han systematisk at opspore og angribe de kommunistiske baser. Efterhånden mistede kommunisterne derved kontrollen over 420 distrikter, som de tidligere havde kontrolleret. Mod slutningen af kampene kom det til splid mellem Peng Dehuai, kommunisternes militære leder og Mao Zedong.
Den amerikanske flåde afgav den 9. september 210 ordrer til værfter om bygning af 210 krigsskibe, herunder 12 hangarskibe og 7 slagskibe.
Efter et forudgående ultimatum pressede japanerne den 22. september franskmændene til at indgå en militær aftale. Den omfattede brug af tre lufthavne og transitret for tropper gennem Indokina til Kina. I en note til japanerne misbilligede USA denne fremgangsmåde og afviste brugen af den.
Den 27. september 1940 underskrev Japan Tremagtspagten med Tyskland og Italien, som udvidede den eksisterende Antikominternpagt om gensidig militær bistand. Derved opgav den japanske kejser den neutralitetspolitik, som var bekendtgjort den 5. september 1939, og understregede sin aggressive politik overfor Kina. Den amerikanske regering opfordrede derpå den 8. oktober alle civile amerikanere i Fjernøsten til at vende tilbage til USA. Da situationen i området forblev uforandret, indførte USA den 23. oktober et totalt eksportforbud mod flybenzin og jern- og stålskrot til Japan. Den 23. oktober forlod 3 passagerdampere USA for at evakuere samtlige amerikanere fra Kina og Japan.
Den tyske hjælpekrydser Atlantis opbragte den 11. november det britiske fragtskib S.S. Automedon vest for Sumatra. Udover de aktuelle kodetabeller for den britiske handelsflåde fik tyskerne også fat i den aktuelle situations- og strategivurdering for Fjernøsten fra den britiske generalstabs planlægningsdivision. I december kom dette vigtige dokument via Berlin til japanerne, som derigennem opnåede en betydelig viden om de britiske troppers styrke i Fjernøsten, hvilket i betydeligt omfang bidrog til den fremtidige japanske strategi.

### 1941
Allerede den 27. januar 1941 indberettede den amerikanske ambassadør i Japan, Joseph C. Grew, at en af hans diplomatkolleger havde fortalt en ansat ved ambassaden, at mange kilder, herunder en japansk, talte om et planlagt storangreb på Pearl Harbor hvis det skulle komme til et opgør med USA.
I april underskrev præsident Roosevelt en hemmelig ordre, der tillod reserveofficerer at udtræde af militæret for at tage til Kina som frivillige. Som konsekvens heraf grundlagde kaptajn Claire Lee Chennault i Kunming American Volunteer Group (også kaldet "Flying Tigers"), en amerikansk jagerenhed, som fra 1942 blev overført til tjeneste i den amerikanske hærs luftvåben.
To år efter den Sovjetisk-japanske grænsekonflikt underskrev parterne den 13. april den Japansk-sovjetiske neutralitetspagt. Pagten havde på den ene side til formål at holde Sovjetunionens ryg fri i tilfælde af et tysk angreb. På den anden side ønskede Japan heller ikke at blive involveret i en forventet tysk-sovjetisk konflikt.
Japanerne fremsatte den 12. maj et tilbud til amerikanerne om en fredsaftale for Stillehavsområdet. Tilbuddet indeholdt en anmodning til USA om at opfordre Chiang Kai-shek til at indlede fredsforhandlinger med Japan og opgive sin støtte til hans regime. Derefter var det planen, at de japanske tropper i Kina skulle trækkes tilbage. Kun mindre besættelsesenheder skulle blive tilbage. Desuden stræbte Japan efter en normalisering af handelsforbindelserne med USA. Imidlertid talte de japanske udsendinge også om en fredelig territorial ekspansion i den sydvestlige del af Stillehavet og opfordrede USA til at understøtte Japan ved udvinding og fremstilling af råstoffer såsom olie, gummi, tin og nikkel.
Ordret hed det:
| Citat | Japansk ekspansion i retning af det sydvestlige Stillehavsområde erklæres at blive af en fredelig natur, amerikansk samarbejde skal ydes ved produktion og fremskaffelse af naturressourcer (såsom olie, gummi, tin, nikkel), som Japan har brug for | Citat |
|       | |       |

Den japanske ambassadør talte endvidere om, sammen med USA at garantere Filippinernes uafhængighed og at etablere en neutral regering der. I modsætning hertil krævede USA garanti fra Japan om, at den indgåede Tremagtspagt udelukkende var en forsvarspagt, og afviste Japans mere vidtgående forslag.
Den 2. juli blev flere millioner mand indkaldt til militærtjeneste i Japan, og regeringen fik Vichy Frankrigs accept af, at Japan besatte Fransk Indokina (I dag: Vietnam, Laos og Cambodia), hvilket blev gennemført den 29. juli. To dage senere gennemførte USA og Storbritannien en eksportembargo mod Japan og indefrøs landets tilgodehavender.
Et nyt fredstilbud vedrørende Stillehavsområdet den 6. august fulgte som svar på Roosevelts krav i forbindelse med embargoen, men det blev også afvist. Herefter foreslog japanerne et møde mellem deres premierminister Konoe Fumimaro og Roosevelt, hvilket imidlertid ikke blev til noget, da USA mente, at der var for stor en kløft mellem de to landes interesser.
Japan opfyldte ikke de gentagne krav fra USA om at rømme Kina, og et ændret japansk fredstilbud den 6. september bragte heller ikke parterne videre. Den 3. september telegraferede den amerikanske ambassadør fra Tokyo til Washington om, at efter hans mening var en krig i Stillehavet uundgåelig.
Da en lille kinesisk guerillagruppe den 6. september stødte på en japansk division i bjergene sydøst for Yueyang, kom det for anden gang til et slag om Changsha. Igen holdt byen stand. Fra slutningen af september trak de japanske styrker sig tilbage til Yueyang-regionen.
Også de diplomatiske anstrengelser i november bragte ingen afgørelse eller tilnærmelse. (se Hull-noten). Den 25. november meldte rekognosceringsfly om store japanske flådebevægelser fra Formosa i retning mod Sydøstasien. Herefter udsendte den amerikanske admiral Stark to dage senere en advarsel om en forestående krig til den amerikanske i Asien og Stillehavet.
På grund af Storbritanniens og USA's handelsembargo, og fordi Japan var afskåret fra leverancer af råstoffer fra sine europæiske allierede, syntes en krig mod USA og Storbritannien at være det eneste alternativ til at opgive riget i dets hidtidige udstrækning.
Den 1. december besluttede det japanske parlament under Tōjō Hideki at udvide det japanske indflydelsesområde mod syd med magt og at gennemføre en angrebskrig mod USA. I mellemtiden fortsatte den japanske ambassadør i Washington DC, admiral Nomura Kichisaburō fredsforhandlingerne med den amerikanske udenrigsminister Cordell Hull .
Under indtryk af den stadig mere tilspidsede situation satte briterne samme dag deres tropper på Malayahalvøen i højeste alarmberedskab. Flåden under admiral Tom Spencer Vaughan Phillips fik ordre til at afsøge farvandet øst for Singapore efter fjendtlige skibe.
Samtidig udstedte admiral Isoroku Yamamoto følgende befaling til den kejserlige flåde:
| Citat | Japan er, under behovet for selvopholdelse og selvforsvar, nået et punkt, hvor det må erklære krig mod De forende Stater, Storbritannien og Holland. Den øverstkommanderende for flåden vil indlede krigen med et angreb på fjendens flåde på Hawaii øerne og ødelægge den med 1. Luftflåde. | Citat |
|       | |       |

Amerikanske fly iagttog den 2. december 12 japanske ubåde ud for Indokinas kyst med kurs sydpå, muligvis mod Singapore. Samme dag afsendte Yamamoto signal om start på alle operationer med ordene: "Bestig bjerget Niitaka" samt angivelse af dagen for angrebet.
Admiral Phillips fløj den 4. december til Manila og mødtes der med admiral Thomas C. Hart og general Douglas MacArthur, for at indgå en aftale om samarbejde i Fjernøsten. I det Sydkinesiske hav befandt der sig på daværende tidspunkt tre japanske divisioner på vej til at invadere Thailand og Malaysia.
Alle japanske konsulater i USA fik ordre på at ødelægge alle deres kodebøger og hemmelige dokumenter. Dette foregik over Radio Tokyo, som i en vejrmelding anvendte ordene "Higashi no kaze ame", som betyder østenvind, regn. Dette var en af de fastlagte sætninger, som skulle angive indledningen af en krig mod USA. Også i de hollandske kolonier blev denne meddelelse opsnappet af lyttestationen Kamer 14 på Java, hvor betydningen af meddelelsen var kendt af ledelsen. Derfor sendte de straks meddelelse til deres ambassade i Washington DC om at orientere den amerikanske regering.
De japanske troppebevægelser i Indokina blev også bemærket. Ganske vist var USA sikker på, at det drejede sig om "rene forsigtighedsforanstaltninger", men efterfølgende sendte Roosevelt den 6. december en diplomatisk note til kejser Hirohito hvor han talte om "tragiske konsekvenser" af de seneste hændelser. Roosevelt gav endnu en gang udtryk for sit håb om, at freden kunne bevares i Stillehavsområdet, og at folkene i området ikke til stadighed skulle være truet af krig. Han appellerede til kejseren og bad om hans hjælp til at forhindre død og ødelæggelser i Verden.
Den 6. december observerede australske rekognosceringsfly den japanske konvoj, som havde retning sydpå fra Indokina. Admiral Phillips forlod herefter forhandlingerne i Manila. Britiske og amerikanske skibe fik ordre til at løbe ud og beskytte de østasiatiske øer, og britiske rekognosceringsfly lettede fra deres baser for til stadighed at gennemføre patruljeringer.
Allerede den 27. november havde Kidō Butai, den japanske angrebsstyrke, forladt sine japanske havne og sat kurs mod Hawaii for at sætte den der forsamlede amerikanske stillehavsflåde ud af spillet. Meddelelsen om, at næsten hele den amerikanske flåde i Stillehavet var samlet dér, fik den japanske militære ledelse fra det spionagenetværk, som siden starten af 1941 havde været på plads i USA.
Den egentlige Stillehavskrig begyndte med, at japanske ubåde udlagde miner ud for kysten af Malayahalvøen. Halvanden time før angrebet på Pearl Harbor indledte Japan invasionen af Malayahalvøen ved Kota Bahru. Da man i Sydøstasien på grund af datolinjen allerede var nået til den 8. december, bliver angrebet på Pearl Harbor som regel alligevel angivet som den tidsmæssige begyndelse på krigen.

#### Angrebet på Pearl Harbor og den amerikanske krigserklæring
Med angrebet på den amerikanske flådebase ved Pearl Harbor om morgenen den 7. december 1941 indledte fly fra den japanske flåde krigen i Stillehavet. Målet med bombardementet var at sætte den amerikanske flåde ud af spillet i en periode, således at Japan efter de japanske lederes opfattelse kunne nå at erobre de fornødne råstofområder i Sydøstasien. Indtil da var et angreb på basen på Hawaii blevet anset for usandsynligt på grund af den store afstand fra Japan. De dårligt forberedte amerikanske tropper led et alvorligt nederlag, der blev anledning til USA at ændrede den hidtil passive støtte til de Allierede til aktivt at træde ind i 2. verdenskrig.
De amerikanske efterretningstjenester havde ganske vist allerede tre uger inden angrebet opdaget de japanske forberedelser til erobring af Sydøstasien, men at Japan samtidig ville angribe USA havde de ikke opdaget.
Klokken 6:10 gav viceadmiral Nagumo eskadrillerne på sine uopdagede hangarskibe ordre til at angribe. Den første angrebsbølge nåede omkring kl. 7:45 til kysten af Oahu. De første tab i krigen blev allerede lidt en time tidligere. To japanske besætningsmedlemmer på en miniubåd omkom, da den blev opdaget i indsejlingen til Pearl Harbor og sænket af destroyeren USS Ward.
Efter at de sidste japanske fly omkring kl. 13 lokal tid havde forladt område, var talrige skibe i havnen, herunder alle slagskibene, sænket eller alvorligt beskadiget.
Opgørelserne over tabene ved angrebet på Pearl Harbor varierer på mange punkter. Det skyldes, at mindre skibe ofte ikke blev talt med, eller fordi der var unøjagtigheder ved optællingen af beskadigede og ødelagte skibe. Antallet af døde og sårede blev i et vist omfang opdelt på civile, flådepersonel og hærpersonel, men i mange opgørelser blev de civile slet ikke talt med. Man kan dog gå ud fra, at ca. 2.400 mennesker døde på amerikansk side og at omkring 160 fly blev ødelagt. På japansk side blev omkring 30 fly skudt ned og 65 soldater dræbt.
Selv om angrebet på Pearl Harbor var et hårdt slag mod den amerikanske flåde lykkedes det ikke japanerne at ramme deres vigtigste mål, de amerikanske hangarskibe, da begge hangarskibe, som normalt ligger i Pearl Harbor, var ude på havet for at transportere jagere til Wake og Midway (en dengang ikke usædvanlig opgave for hangarskibe). Desuden var næsten alle brændstoftanke ubeskadigede. Var de gået tabt kunne det have forsinket en amerikansk modoffensiv i lang tid. Trods det var den amerikanske flåde i praksis sat ud af spillet i flere måneder, hvilket gjorde det muligt for Japan at koncentrere sine kræfter om at erobre Sydøstasien.
At slagskibene var sat ud af spillet havde desuden til følge, at den hidtidige doktrin i den amerikanske flåde om afgørende slag mellem de svært pansrede kanonplatforme, fra den ene dag til den anden var blevet forældet.
De tilbageblevne hangarskibe og ubåde blev til de afgørende våben ved forsvar og angreb. Dette blev mest tydeligt i udnævnelsen af admiral Chester W. Nimitz, der kom fra ubådsvåbenet, til ny øverstbefalende i Stillehavet.
På grund af at skibene lå i havn i Pearl Harbor var tabet af menneskeliv forholdsvis lavt i forhold til et søslag. Dette fik på langt sig betydelig virkning på uddannelsen af officerer og mandskab i løbet af krigen.
Dagen efter angrebet underskrev Franklin D. Roosevelt den amerikanske krigserklæring mod Japan og dermed USA's indtræden i 2. Verdenskrig. Den for amerikanerne overraskende og yderst ydmygende start på krigen førte til enighed og styrkelse af modstandsviljen i den amerikanske Kongres og i befolkningen. Det var en psykologisk faktor, som den japanske militærledelse uden tvivl havde undervurderet.
Samtidig erklærede Storbritannien, Holland, Canada, Australien, New Zealand, Costa Rica, Honduras, Haiti, den Dominikanske republik og Nicaragua krig mod Japan.

#### Japanernes fremmarch
Japanerne havde nu en afgørende fordel: De havde herredømmet til vands og i luften mod de decimerede og chokerede amerikanere. Storbritannien var i løbet af krigen i Europa i stigende grad blevet tvunget til at koncentrere sine kræfter mod Tyskland og Italien, og derfor kunne den japanske hær gennemføre sin strategi om lynhurtige overraskelsesangreb.
Knap tre timer efter krigsudbruddet bombarderede japanske bombefly fra Saipan Apra Harbor på Guam og sænkede den amerikanske minestryger USS Penguin. Kort efter indledtes et bombardement af flyvepladsen på øen Wake med 34 bombefly fra den 24. japanske luftflåde, som var stationeret på Kwajalein-atollen. På grund af det disede vejr opdagede øens forsvarere ikke anflyvningen og blev fuldstændig overrasket af angrebet, som kostede 52 forsvarere livet. Syv af de Grumman F4F Wildcats som blot en uge tidligere var blevet leveret fra USS Enterprise blev ødelagt på jorden.
På tilbagevejen fra Pearl Harbor udskilte nogle skibe sig fra den japanske hovedstyrke sig og angreb den 8. december øen Wake, som trods indædt modstand fra de der stationerede amerikanske marineinfanterister faldt til japanerne den 23. december (se slaget om Wake).
Allerede halvanden time før angrebet på Pearl Harbor indledte japanske tropper en stort anlagt offensiv i Sydøstasien. Den 7. december kort før midnat begyndte japanerne deres invasion af Malayahalvøen og Thailand. Til det formål var de sejlet med en stor konvoj, som blev ledsaget af utallige krigsskibe fra Cam Ranh Bay og Saigon i Indokina. I Thailandbugten deltes den op i mindre konvojer med retning mod strandene ved Prachuap Khiri Khan, Jumbhorn, Bandon, Nagorn Sridharmrat, Pattani og Singora i Thailand samt Kota Bharu i Malaysia.
På Kra-tangen i det sydlige Thailand gennemførtes landgangen uden nævneværdig modstand. Kun ved Kota Bharu forsvarede indiske britiske og australske enheder hårdnakket landgangsområdet, men måtte efter nogle timer anerkende den japanske overmagt og trække sig tilbage med tab.
Også den britiske kronkoloni Hongkong blev angrebet af japanerne kort efter kl. 8 om morgenen den 8. december. På grund af det hurtigt opnåede herredømme i luften kunne japanerne rykke hurtigt frem. Allerede den 10. december faldt Gin Drinkers Line, en udbygget britisk forsvarslinje, og Kowloon måtte evakueres den følgende dag under kraftig artilleribeskydning og bombardementer.

##### Ødelæggelsen af Force Z
Da en konfrontation i Asien ikke længere kunne undgås, overførte den britiske flåde (Royal Navy) adskillige skibe til beskyttelse af kolonierne i Sydøstasien, heriblandt det nye slagskib HMS Prince of Wales, den 25 år gamle (og kun i begrænset omfang moderniserede) slagkrydser HMS Repulse samt destroyerne HMS Electra, HMS Express, HMS Tenedos og HMS Vampire. Efter at være ankommet til havnen i Singapore den 27. oktober 1941 udgjorde disse skibe under kommando af admiral Sir Tom Phillips Force Z. Admiral Philipps flagskib var HMS Prince of Wales.
Om eftermiddagen den 8. december tog Force Z af sted i retning af Thailandbugten for at opfange den troppekonvoj, som skulle gennemføre invasionen af Malaysia og dermed forhindre et yderligere japansk fremstød. Chegen for Force Z, Admiral Phillips, vidste at de lokale britiske flystyrker fra RAF ikke var i stand til at give hans enheder beskyttelse fra luften. Alligevel besluttede han sig til også uden luftforsvar at imødegå de japanske enheder, da han gik ud fra, at hans skibe var nogenlunde godt beskyttet mod luftangreb, da det hidtil største skib, som var sænket af fly kun var en svær krydser og ikke et slagskib eller en slagkrydser. Desuden regnede han ikke med, at det ville være muligt for japanerne at flyve så langt fra land uden et hangarskib. Begge disse antagelser skulle snart vise sig at være fatale fejltagelser.
Om morgenen den 10. december 1941 var HMS Repulse og HMS Prince of Wales allerede igen på tilbagetog mod Singapore, efter at det ikke var lykkedes eskadren at opspore de japanske troppekonvojer. Kl. 11 lokal tid opdagede man på HMS Prince of Wales japanske fly i et antal, som tydede på et forestående angreb. Derefter blev de to skibe angrebet af 86 fly, som var startet fra området ved Saigon i Indokina. Det drejede sig om landbaserede bombe- og torpedofly fra den 21. og 22. marineeskadrille af typen Mitsubishi G3M Chukou (Nell) og Mitsubishi G4M Hamaki (Betty). Angrebet fandt sted i farvandet ud for Malaysia nær Kuantan ved Tioman (i provinsen Pahang) og bestod af i alt syv bølger med bomber og torpedoer. Efter svære træffere sank først HMS Repulse og 45 minutter senere HMS Prince of Wales og i alt 840 besætningsmedlemmer omkom, herunder lederen admiral Tom Phillips.
Den britiske flåde i området blev derved stærkt svækket og der kunne ikke sendes yderligere forstærkninger, da alle til rådighed stående enheder på havet og i luften var indsat i Afrika og Europa.

##### Japanske erobringer
Øerne Guam, Makin og Tarawa faldt den 10. december i japanske hænder, samme dag som Invasionen af Filippinerne begyndte på hovedøen Luzon. De der udstationerede amerikanske og filippinske enheder under kommando af general Douglas MacArthur var de invaderende japanere langt underlegne. På den første dag af invasionen lykkedes det japanske fly at ødelægge de fleste amerikanske fly på jorden og dermed erobre herredømmet i luften. Således kunne de næsten uhindret bringe invasionsstyrkerne i land ved Legaspi (12. december) og Lingayen-bugten (22. december). MacArthur besluttede derefter at trække alle enheder tilbage i god orden til Bataan-halvøen.
Den 16. december gik japanske tropper i land på Borneo ved Miri, Lutong og Seria (se (Japans invasion af Borneo) og den 19. december på Mindanao i den sydlige del af Filippinerne. Bombardementet af den burmesiske hovedstad Rangoon kostede den 23. december 2.000 mennesker livet. Samme dag landsattes to japanske bataljoner i Kuching på det vestlige Borneo.
I Hongkong koncentrerede de derværende allierede britiske, indiske, canadiske og lokale tropper sig om forsvaret af Hongkong-øen, hvor de var under stadig beskydning fra japanerne. Efter deres landgang den 18. december og afbrydelsen af vandforsyningen den 20. december kunne forsvaret ikke fortsættes og derfor kapitulerede de sidste allierede enheder den 25. december. Dagen huskes i Hongkong som "Black Christmas".
I det indre Kina opmarcheredes fra den 24. december fire japanske divisioner ved Yueyang.
Forsøget på at erobre den kinesiske by Changsha slog fejl i det tredje slag om Changsha den 15. januar 1942, efter at det var lykkedes de kinesiske forsvarere at omringe tre japanske divisioner, der efterfølgende undslap.

### 1942

#### Rabaul
Japanernes vigtigste erobring skete den 23. januar, da den lille australske garnison i Rabaul på nordspidsen af New Britain blev overmandet og havnebyen besat (Se Slaget om Rabaul). I denne forbindelse indsatte de en flåde, der kunne måle sig med flåden ved angrebet på Pearl Harbor. Med 4 hangarskibe, 2 slagskibe, 9 krydsere, 16 destroyere, nogle minelæggere og kanonbåde samt 1 moderskib for vandflyvere, nogle tankskibe og troppetransportskibe foruden 7 ubåde blev japanerne ført til Rabaul.
Dermed havde japanerne fået et fremragende udgangspunkt for en videre fremrykning i retning af det østlige og sydlige Stillehav og i de følgende år blev den udbygget til en egentlig fæstning. Bjergene bag byen bestod af pimpsten og her lod japanerne krigsfanger grave over 500 km tunnel, der fungerede som lagre, opholdskvarterer og lazaretter (ikke mindre end 15). Hertil kom 5 landingsbaner, en base for flyvebåde, en ubådsbase og en flådehavn. Rabaul rummede i perioder 200.000 soldater.

#### Nedkæmpelse af de Allierede i Sydøstasien
Til beskyttelse af kolonierne og egen indflydelsessfære grundlagde de Allierede den 8. januar ABDACOM, en fælles kommando for amerikanerne, briterne hollænderne og australierne i Singapore, som skulle koordinere indsatsen af land-, luft- og flådestyrker. Trods nogle mindre sejre, såsom Søslaget ved Balikpapan den 24. januar kunne ABDACOM enhederne ikke holde japanerne stangen. Således faldt Tarakan, Thailand og Malaya til japanerne i løbet af januar. Invasionen af Java begyndte den 2. februar. En særligt alvorligt tilbageslag ramte briterne under belejringen af Singapore, da en kombineret britisk, indisk, australsk hær på ca. 80.000 mand den 15. februar måtte se sig slået og kom i japansk fangenskab.
Under slaget i Makassarstrædet den 4. februar led flådestyrkerne fra ABDACOM nederlag, da de under forfølgelse af en japansk invasionskonvoj blev angrebet af japanske bombefly og slået på flygt. Som følge heraf lykkedes den japanske landgang på Borneo ved Balikpapan.
Andre invasionsmål for japanerne i februar var Sumatra, som var en del af Hollandsk Ostindien (se Japans invasion af Sumatra) og i særlig grad øens oliefelter, da den fortsatte krig tærede alvorligt på Japans brændstofreserver. Af samme grund forsøgte de japanske landtropper også hurtigst muligt at erobre hele Borneo.
For at forhindre en japansk besættelse af Bali indlod flådestyrkerne fra ABDACOM sig i et søslag med japanerne i Badung-strædet, som de tabte. I løbet af natten mellem den 19. og 20. februar indledte japanerne invasionen af det egentlig neutrale portugisiske Øst-Timor. Den portugisiske koloni var i 1941 blevet besat af hollandske og australske tropper, for at fungere som bolværk mellem japanerne og australierne. Efter protester fra den portugisiske guvernør forlod hollænderne kolonien, men australierne blev og involverede frem til 1943 japanerne i en guerillakrig sammen med lokale frivillige, en kamp der går under navnet slaget om Timor.
Den 19. februar angreb 71 japanske styrtbombefly, 81 torpedofly og 36 jagerfly havnen i Darwin i et nordlige Australien. De var startet fra fire hangarskibe, som sammen med to slagskibe, tre krydsere og ni destroyere var sejlet fra Palau og nu lå i Bandahavet. Under angrebet blev en amerikansk destroyer og syv fragtskibe sænket mens et amerikansk moderskib for vandflyvere, seks fragtskibe og havneanlæggene blev alvorligt beskadiget.
Den 25. februar besluttede de Allierede på grund af deres magtesløshed mod japanerne at opløse ABDACOM. To dage senere forsøgte ABDA-flåden at forhindre en japansk invasionsstyrkes landgang på det sydlige Java. I det efterfølgende Slaget i Javahavet og i de følgende dages slag i Sundastrædet) blev hele ABDA-flåden ødelagt af de japanske enheder. Yderligere japanske enheder kunne landsættes på Java den 1. marts (se Japanske invasion af Java). Efter kun få dage var de Allierede på øen på randen af nederlag, og de ansvarlige hollændere under generalløjtnant Hein ter Poorten kapitulerede den 8. marts. Den formelle kapitulationserklæring blev underskrevet to dage senere.

#### Første amerikanske operationer i Stillehavet
USA begyndte den 6. januar at overføre tropper til Amerikansk Samoa og overførte den 12. januar tre slagskibe og 7 destroyere fra Atlanterhavet til Stillehavsflåden. Yderligere enheder fra marineinfanteriet blev indskibet til Pago Pago den 20. januar, hvortil de blev eskorteret af to hangarskibe.
For i det mindste at sinke den japanske fremmarch indledte amerikanerne et angreb på Marshall- og Gilbert-øerne. Eskadren med to hangarskibe, fem krydsere og 11 destroyere afsejlede den 21. januar og nåede deres mål den 27. januar. Eskadren blev delt op og indledte en artilleribeskydning fra skibene og angreb med fly fra hangarskibene mod de japanske støttepunkter. Japanske modangreb forårsagede mindre skader på et amerikansk hangarskib. Herefter trak japanerne deres hangarskibe tilbage til hjemlige farvande.
Til forstærkning af tropperne i Stillehavsområdet flyttede USA fra 21. januar yderligere soldater fra det atlantiske område til Stillehavet via Panamakanalen.

#### Beskydning af USA's vestkyst
Den 23. februar udløste beskydning af et olieraffinaderi ved Ellwood i Californien fra den japanske Ubåd I-17 frygt for invasion på USA's vestkyst. Beskydningen forårsagede kun små skader på en kaj og et pumpeanlæg. Opsendte amerikanske fly kunne ikke lokalisere ubåden. Angrebet skal, ifølge en undersøgelse fra 1982, have været et privat felttog fra den japanske ubådskaptajns side. Angrebet førte til at bevogtningen af den amerikanske vestkyst blev øget betydeligt.

#### Sydøstasien og fremstød i det sydlige Stillehav
I marts lykkedes det japanerne at afslutte erobringen af Java og Hollandsk Ostindien og de første tropper gik i land på Ny Guinea. Også Salomonøerne var blevet af interesse for japanerne som støttepunkt mod amerikanerne, og derfor landsattes den 13. februar de første enheder der.
Japanske tropper, som i januar var marcheret ind i Burma fra nabolandet Thailand, indtog den 8. marts Rangoon, efter at byen dagen før var blevet evakueret.
Americal Divisionen blev i midten af marts overført fra Melbourne til Noumea. Inden for rammerne af denne operation ledsagede to hangarskibe og flere andre krigsskibe konvojen. Samtidig indledtes den japanske landgang på Ny Guinea ved Lae og Finschhafen i den østlige del af øen. Fra amerikanske hangarskibe gik der den 10. marts 104 fly til modangreb da flåden sejlede gennem Koralhavet syd for landgangsområdet. Maskinerne fløj over Owen Stanley bjergene og angreb de japanske skibe. Det lykkedes at sænke 2 skibe og beskadige 9 andre til dels svært. Landgangen kunne dog ikke forhindres med dette angreb.
På det nordlige Sumatra landsattes japanske enheder den 12. marts ved Sabang og Iri, for at erobre de givtige oliefelter på stedet.
Andamanerne i den Bengalske bugt var udset til at være et japansk støttepunkt ved det planlagte fremstød mod Indien, og faldt den 23. marts. Ved et japansk angreb med fem hangarskibe på den britiske flådebase på Ceylon mistede briterne to svære krydsere.
Med starten på den stor anlagte Operation C den 30. marts, hvor seks hangarskibe, ledsaget af fire slagskibe utallige krydsere og destroyere sejlede ind i det Indiske Ocean forsøgte japanerne at sætte den britiske flåde og de resterende allierede skibe i det Indiske ocean ud af spillet.
Den 5. april lå de japanske skibe ud for Ceylon. Med flyene på hangarskibene indledte de et intensivt luftangreb på havnen i Colombo, hvor de dog kun sænkede to britiske destroyere. På tilbagevejen opdagede flyene imidlertid to svære krydsere på åbent hav, som de straks angreb og sænkede. 424 briter blev dræbt.
Den 9. april kapitulerede de allierede tropper på Bataan halvøen på Filippinerne. Efter tilfangetagelsen indledtes Dødsmarchen på Bataan, hvor fangerne måtte løbe fra den sydlige del af halvøen til en jernbanestation ca. 100 km borte. Omkring 16.000 soldater mistede derved livet.
Samme dag angreb Operation-C enhederne havnen i Trincomalee og opdagede dele af den britiske østasiatiske flåde på åbent hav. Det lykkedes japanerne at sænke et hangarskib, en destroyer, en korvet og to tankskibe.

#### De første japanske tilbageslag
Da de Allierede siden krigens start led det ene nederlag efter det andet, og ikke kunne stoppe den japanske fremmarch, diskuterede højtrangerende militærfolk allerede i januar muligheden for at nå de japanske hovedøer med særligt modificerede bombefly og angribe mål ved Tokyo, Yokohama, Yokosuka, Nagoya og Kobe for allerede på et tidligt tidspunkt at opnå en vending i krigen. Til det formål blev frivillige besætninger i foråret trænet i ombyggede maskiner så de blev i stand til at lette med fuld last fra en kort startbane. Den 2. april afsejlede et hagarskib med eskorte havnen i San Francisco med kurs mod Japan. På en afstand af ca. 1.200 km fra målet startede de 25 bombefly den 18. april for at gennemføre det såkaldte Doolittle raid. Efter bombeangrebet, som ikke anrettede nævneværdige skader, men var en propagandasejr for amerikanerne, landede de fleste maskiner i Kina.
I Burma indtog japanerne den 30. april byen Lasio og spærrede dermed de Allieredes adgangsvej til Kina. Den 1. maj rykkede de ind i byen Mandalay.
Salomonøernes hovedstad Tulagi på øen af samme navn faldt den 3. maj i japanske hænder. De japanske skibe i havnen blev allerede næste dag bombarderet af 99 amerikanske fly fra et hangarskib. Derved blev en japansk destroyer og tre minestrygere sænket og yderligere fire skibe beskadiget.
Corregidor, den sidste allierede bastion på Luzon i Filippinerne faldt den 6. maj. Japanerne tog 11.574 krigsfanger. Den følgende dag kapitulerede også de allierede tropper på de sydlige filippinske øer. De resterende tropper blev opfordret til at føre guerillakrig mod japanerne.
Den 7. maj kom det til Slaget i Koralhavet, som varede til dagen efter. To amerikanske eskadrer forhindrede derved japanernes erobring af Port Moresby. Ved det første store søslag mellem japanske og amerikanske hangarskibseskadrer mistede begge sider et hangarskib og nogle andre skibe.
For at sikre havområdet ved Aleuterne blev der den 21. maj opstillet en amerikansk flåde i det nordlige Stillehav med hovedkvarter i Kodiak, da der til stadighed blev observeret japanske ubåde og rekognosceringsfly fra ubådene i området.
Ved aflytning af japanske radiomeddelelser lykkedes det USA at identificere det næste mål for et japansk storangreb: Midway. Den 25. maj blev øens forsvar styrket med to kompagnier marinesoldater og et artilleribatteri. Yderligere forstærkninger med kampvogne og fly ankom den 26. maj.
Den til angrebet på Midway udvalgte Kidō Butai (mobile flåde) afsejlede den 27. maj fra Hashirajima-bugten og satte kurs mod målet. Nogle dage tidligere var en mindre eskadre afsejlet fra Ominato mod Aleuterne. Landgangsenhederne til denne nordlige øgruppe og Midway fulgte efter den 28. maj.
Ligeledes den 28. maj afsejlede to amerikanske hangarskibe sammen med fem svære krydsere og et antal destroyere flådebasen Pearl Harbor. To dage senere fulgte yderligere et hangarskib med eskorte. Til forstærkning af flåden i det nordlige Stillehav blev der overført skibe fra den centrale del af Stillehavet.
Som afledning fra angrebet på Midway sejlede der den 31. maj japanske miniubåde ind i Sydney bugten for at torpedere nogle skibe. En amerikansk krydser var tæt på at blive ramt, mens et beboelsesskib blev sænket og en hollandsk ubåd på reden blev beskadiget. Japanerne undslap.
Den 3. juni 1942 gennemførte den japanske flåde en mindre operation mod Dutch Harbor i Aleuterne som afledning fra angrebet mod Midway. Aktionen blev på forhånd gennemskuet af amerikanerne, så den var uden virkning.
Slaget om Midway begyndte den 4. juni med et japansk luftangreb på øerne. På grund af de alvorlige skader, som de havde lidt i Koralhavet, kunne to japanske hangarskibe ikke indsættes, alligevel var fire store hangarskibe til rådighed. Den amerikanske flåde kunne ganske vist kun indsætte tre hangarskibe, men havde den fordel at de havde knækket de japanske radiokoder. Den 4., 6. og 7. juni fandt de afgørende kampe sted, hvorved et amerikansk og alle fire japanske hangarskibe blev sænket. De japanske tab var på 3.500 mand, mens den amerikanske flåde mistede 307 mand. På grund af de svære tab måtte den japanske flåde herefter trække sig tilbage.
Samtidig indledte japanerne invasionen af aleuterne på Attu og Kiska. Det heraf følgende slag om Aleuterne sluttede først den 15. august 1943.
Til forstærkning af Stillehavsflåden overførte amerikanerne den 10. juni et hangarskib, et eskortehangarskib, et slagskib, et svær krydser og 10 destroyere fra Atlanterhavet til Stillehavet. Fem dage senere indførtes en ny organisation af Stillehavsflåden med Task Forces.
Den 1. juli afsejlede seks amerikanske troppetransportskibe fra San Diego med marinesoldater om bord ledsaget af et hangarskib, et slagskib, fire krydsere og 10 destroyere i Operation Watchtower med kurs mod Fiji øerne. Ligeledes til denne operation afsejlede den 7. juli 2 hangarskibe, seks krydsere og 14 destroyere fra Pearl Harbor til det samme område.
I mellemtiden blev den japanske flåde fuldstændig reorganiseret. Den nye eskadrestruktur trådte i kraft den 14. juli. Flåden blev forstærket med to nye slagskibe, nye eskorte- og vandflyverskibe og nogle nye krydsere og destroyere.
Port Moresby på Ny Guinea var stadig et mål som japanerne stræbte efter, så fra den 20. juli blev der adskillige gange forsøgt etableret brohoveder ved Buna. Allierede luftangreb forhindrede imidlertid i flere tilfælde troppetransporterne. Det lykkedes ikke at erobre Port Moresby.
Nogenlunde samtidig samledes de amerikanske flådeenheder ved Fiji for at forberede sig på starten af Operation Watchtower.
Den 1. august startede en afledningsmanøvre, som var aftalt med briterne. Den britiske asienflåde i det Indiske Ocean etablerede til dette formål tre konvojer, som blev ledsaget af to hangarskibe, et slagskib og adskillige krydsere og destroyere. Operationen med kodenavnet Operation Stab skulle illudere en landgang på Andamanerne og varede indtil 10. august.

#### Slaget om Guadalcanal
Amerikanerne indledte med Operation Watchtower den 7. august 1942 erobringen af Salomonøerne med landgangen på Guadalcanal, hvilket blev et af de mest forbitrede og kostbare slag under Stillehavskrigen. Det varede til ind i det følgende år, og markerede endnu et vendepunkt til fordel for amerikanerne.
Målet med landgangen var flyvepladsen Lunga Point, japanernes østligste støttepunkt for landbaserede fly. Den blev erobret om eftermiddagen den 8. august, men har hårdt omkæmpet i de følgende måneder, hvor japanerne af al magt forsøgte at generobre kontrollen med den.
Kampene fandt ikke kun sted på landjorden også i farvandene mellem hovedøen Guadalcanal og øerne Savo Island og Floridaøerne den foranliggende Tulagi. Området blev kendt som Ironbottom Sound (Jernbunds sundet), da mange allierede og japanske skibe blev sænket i området. Dette begyndte med Slaget ved Savo Island den 8. august, hvor det lykkedes japanske skibe at gennembryde det amerikanske skjold og trænge ind i farvandet mellem øerne.
Efter at den japanske ledelse havde fået meddelelse om landgangen på Guadalcanal, overførte de den 11. august enheder fra den japanske flåde fra Japan til Truk. Fem dage senere sejlede de første konvojer med tropper og forsyninger til Guadalcanal. En landsat enhed blev imidlertid kort efter næsten fuldstændig revet op af amerikanerne, så kun en mindre del af den kunne kæmpe videre med soldaterne i den efterfølgende konvoj.
De første kampfly til flyvepladsen, som var omdøbt til "Henderson Field" ankom den 20. august efter at være startet fra et amerikansk eskortehangarskib.
Også amerikanske forsyningskonvojer nåede ikke altid deres mål. Således blev et amerikansk troppetransportskib sænket den 22. august.
Den 23. august indledte japanerne Operation Ka til landsætning af 1.500 soldater som støtte til de kæmpende enheder på Guadalcanal. Den følgende dag kom det derved til Slaget øst for Salomonøerne, hvor et japansk hangarskib blev sænket og et amerikansk beskadiget. Det lykkedes for amerikanerne og forhindre landsætning af japanske forstærkninger; men allerede få dage senere lykkedes det japanerne at landsætte tropperne på Guadalcanal med hurtige destroyere. I den sammenhæng mistede de en destroyer.
Japanernes taktik med at bringe forsyninger til Guadalcanal på hurtige destroyere blev den 28. august udvidet til en uafbrudt trafik, da den første, af amerikanerne kaldet Tokyo Express, begyndte. Destroyerne sejlede fra Bougainville i den nordlige del af Salomonøerne gennem Spalten mod syd, for derpå at landsætte soldater på nordvestkysten af Guadalcanal. Disse destroyerkonvojer førte i de følgende måneder til mange mindre søslag.

#### Guadalcanal og andre operationer i årets løb
Japanerne forfulgte stadig hårdnakket deres mål om at erobre Port Moresby på Ny Guinea. Den 12. og 13. august landsattes japanske tropper ved Buna, hvorfra de forsøgte at trænge over Owen-Stanley bjergene ad Kokoda sporet. Milne Bay blev bombarderet fra luften for at dække operationen.
Efter beskydning fra en destroyerflåde besatte japanerne den 23. august Nauru og den 26. august Ocean Island.
Under Slaget om Milne Bay på Ny Guinea, som varede fra 24. til 31. august lykkedes det australierne og amerikanerne at trænge en 1.800 mand stor japansk landgangsstyrke tilbage.
Den 9. og 29. september blev det amerikanske fastland angrebet af et japansk fly. En lille fly startede fra en japansk ubåd ud for Kap Blanco, kastede nogle bomber over et skovområde i Oregon ved Mount Emily og startede derved en skovbrand.
Under begge siders forsøg på at bringe forstærkninger i form af skibe og soldater til Guadalcanal sænkede japanerne den 15. september et amerikansk hangarskib. Et nyt japansk forsøg på at erobre Henderson Field på Guadalcanal kunne med nød og næppe forhindres af amerikanerne under Slaget ved Edson's Ridge fra 13. til 16. september.
Den japanske fremmarch over Owen-Stanley bjergene på Ny Guinea blev den 17. september bragt til standsning af to australske brigader indenfor synsvidde af Port Moresby.
En japansk konvoj fra Rabaul med to vandflytendere og en eskorte af destroyere dækket af en krydserflotille blev den 11. oktober opdaget af amerikanske rekognosceringsfly. Kort efter stoppede amerikanske skibe den japanske konvoj nord for Guadalcanal. Herefter fulgte Slaget ved Cape Esperance, som forhindrede den japanske landgang. To dage senere kunne en amerikansk troppekonvoj fra Noumea landsætte omkring 3.000 soldater og forsyninger ved Lunga Point. Den følgende nat beskød japanske krydsere og destroyere flyvepladsen Henderson Field og ødelagde 48 af de 90 der stationerede kampfly. Kun et fly kom uskadt igennem beskydningen.
Den næste dag landsatte Tokyo Express 4.500 japanske soldater i land ved Tassafaronga.
Den 25. oktober satte den japanske flåde, der allerede siden 11. oktober havde været i søen, kurs mod Guadalcanal for at indlede et storangreb. Flåden bestod af fire hangarskibe, to slagskibe og et antal krydsere og destroyere. Amerikanerne havde to hangarskibe, et slagskibe, adskillige krydsere og destroyere til rådighed for ved forsvaret.
Den japanske flåde blev senere på dagen opdaget af rekognosceringsfly, men ingen af siderne kunne opspore modstandernes hangarskibe. Først den følgende dag kom det til slaget ved Santa Cruz-øerne, hvor amerikanerne mistede et hangarskib og to japanske hangarskibe blev alvorligt beskadigede.
Indtil midten af november sejlede igen og igen hurtige japanske destroyere til Guadalcanal, for at landsætte soldater, våben og ammunition og andre forsyninger. Derved kom det gentagne gange til sammenstød med amerikanske enheder, som opererede fra Tulagi. Også de på Henderson Field stationerede kampfly angreb disse konvojer igen og igen. Trods det lykkedes det også japanerne at gennemføre vellykkede landsætninger. Ligeleldes bragte USA yderligere soldater til øen, således den 11. november da omkring 8.000 soldater forsøgte at gå i land ved Lunga Point. Som modtræk indledte japanerne et storangreb mod amerikanerne, så landgangsoperationen måtte afbrydes.
I Søslaget ved Guadalcanal, som varede indtil 15. november, beskød japanerne intensivt Henderson Field, men måtte efter store tab trække sig tilbage. Denne amerikanske sejr var vendepunktet i slaget om Guadalcanal.
Om natten den 30. november forsøgte japanerne på ny at bringe forsyninger til tropperne på Guadalcanal med en hurtig destroyerflåde. Ved hjælp af den amerikanske fjernrekognoscering blev operationen hurtigt opdaget. I Slaget ved Tassafaronga sænkede japanerne en tung amerikansk krydser og beskadigede yderligere tre alvorligt. Selv mistede de kun en destroyer. De japanske faldt imidlertid i amerikanske hænder. Det var det sidste store søslag ved Guadalcanal, men kampene på land varede ved indtil starten af februar 1943. Tokyo Expressen forsøgte fortsat at bringe forsyninger til øen. Imidlertid kastede skibene i reglen beholderne overbord nogle kilometer fra øen i håb om at kunne undvige amerikanske torpedo- og undervandsbåde. Derfor kunne de japanske landstyrker ofte kun bjerge få forsyninger. Ved årets slutning besluttede den japanske ledelse at opgive Guadalcanal og evakuere de resterende soldater.
I midten af december forstærkede australierne og også japanerne deres tropper på Ny Guinea. Fra 10. til 16. december landsatte australierne 8 pansrede fartøjer i Oro-bugten. Kort efter ankom der 1.460 soldater til bugten. Japanerne landsatte nogenlunde samtidigt 800 soldater ved Cape Ward Hunt nord for Buna.
Som erstatning for den mistede flyveplads Henderson Field begyndte japanerne i december at bygge en flybase ved Munda Point på New Georgia i New-Georgia-øhavet.

### 1943
I begyndelsen af året lykkedes det amerikanerne i stigende grad at knække de japanske kodemeddelelser. En af de vigtigste koder var Ultra-koden fra kommandanturen på Truk-atollen. Efterfølgende kunne afkodningen bekræftes af mange observationer. Fra midten af januar sænkede de amerikanske ubåde i større omfang mindre krigsskibe, såsom destroyere og patruljebåde foruden tankskibe og fragtskibe. Ved angreb på større konvojer blev der også indsat kampfly.

#### Kampe i Stillehavsområdet
Ved japanernes fremføring af forsyninger på og omkring Guadalcanal kom det til stadighed til sammenstød. Da en amerikansk flåde anløb Guadalcanal sydfra, for at understøtte landsætningerne der, kom det den 29. januar til Slaget ved Rennell Island. Med de efterfølgende amerikanske landsætninger begyndte også Slaget om de nordlige Salomonøer hvor amerikanerne frem til august erobrede New Georgia og frem til 1944 Bougainville. I begyndelsen af februar indsatte USA store forstærkninger på Guadalcanal. Med hurtige destroyerflåder – til tider med op til 22 enheder – evakuerede japanerne frem til 8. februar 11.706 soldater. Øen var herefter endegyldigt på amerikanske hænder. Dermed var søvejen mellem Australien og Amerika sikret, og Guadalcanal blev et vigtigt udgangspunkt for de allierede operationer mod Rabaul, den japanske hovedbase i det sydlige Stillehav.
Fly fra det australske luftvåben og den amerikanske flåde vandt Slaget i Bismarckhavet, som blev udkæmpet mellem den 2. og 4. marts. Dermed blev en japansk troppetransport med omkring 7.000 soldater til Ny Guinea forhindret.
To dage senere beskød amerikanske destroyere den japanske flyveplads Munda Point, dog uden større resultat. Med henblik på at angribe en anden flyveplads på Kolombangara, Vila-flyvepladsen, sejlede en amerikansk eskadre med tre krydsere og 10 destroyere ind i Kula bugten. Der stødte de på to japanske destroyere, som blev sænket efter en kort kamp. På den besatte ø Nauru forsøgte japanerne at fortsætte eksporten af de derværende fosfater, men blev forhindret heri af bombardementer fra amerikanske fly. Et særligt voldsomt angreb kom den 25. marts. Efterfølgende deporterede japanerne 1.200 nauruer til arbejdslejre på Truk.
Den 26. marts kom det til søslaget ved Komandorski-øerne, da en japansk konvoj på vej til Attu i Aleuterne blev angrebet af en amerikansk eskadre bestående af en svær og en let krydser samt fire destroyere. Den japanske eskadre, som beskyttede konvojen, bestod af to svære og to lette krydsere samt fire destroyere, og var således amerikanerne overlegne, men trak sig efter omkring 3½ times kamp tilbage.
I begyndelsen af april skete der en massiv japansk forøgelse af baserne Rabaul og Buka.
Fire hangarskibe bragte 160 kampfly til baserne. Det var forberedelser til en stort anlagt luftoffensiv mod Guadalcanal og Tulagi, Operation I-GO. I den forbindelse angreb torpedo- og styrtbombefly øerne den 7. april og sænkede en amerikansk destroyer og et tankskib samt en newzealandsk korvet. Yderligere japanske luftangreb fulgte mod Ore-bugten ved Buna på Ny Guinea den 11. april og den 14. april mod Milne-bugten, hvor to amerikanske transportskibe blev sænket.

#### Admiral Yamamotos død
Det lykkedes den amerikanske lyttetjeneste at afkode en radiomeddelelse i midten af april om at admiral Isoroku Yamamoto, den øverstbefalende for den japanske flåde, ville besøge basen på Bougainville. Til at nedskyde hans fly startede der den 18. april 16 P-38 Lightning-jagere fra den nye anden startbane på Henderson Field på Guadalcanal og satte kursen nordpå. Med tabet af en enkelt maskine lykkedes det dem at nedskyde tre af de ni japanske eskortefly og to transportmaskiner. I den ene var Yamamoto, og han blev dræbt ved styrtet. Som efterfølger for Yamamoto blev admiral Kōga Mineichi udpeget.

#### Amerikanske ubådssejre
På baggrund af de knækkede japanske koder steg de amerikanske ubådes sænkninger væsentligt fra midten af året. Således lykkedes det dem stadig oftere at trænge i japanske farvande og sænke eller beskadige japanske fragtskibe. Japanske krigsskibe blev sjældent direkte angrebet. Den største opmærksomhed blev viet til konvojruten mellem Japan og Palau og derfra til Rabaul.
Ubådene udlagde også store minefelter, bl.a. lige ud for den japanske kyst ved Inubo Seki, ved Hongkong og ved Shanghai.
Senere blev der gennemført patruljeringer i det nordlige Stillehav med ubåde, for at forberede den amerikanske landgang i Aleuterne – Operation Landcrab – som begyndte den 11. maj.
Man må fastslå, at japanerne på intet tidspunkt gav ubådstruslen den fornødne opmærksomhed. Japanerne havde ikke tænkt på, at det ikke var nok at erobre områder med de råstoffer Japan havde brug for. Japan var afhængig af søtransport i højere grad end noget andet land på daværende tidspunkt. Det var ikke nok med at råstofferne skulle sejles fra Sumatra, Filippinerne eller Kina til Japan og forarbejdes. Også mellem de japanske hovedøer foregik en væsentlig del af varetransporten ad søvejen. Jernbanenettet var i forhold til europæiske forhold væsentligt mindre udbygget.
På grund af de flaskehalse, som opstod som følge af manglende forsyninger, var den japanske militærledelse tvunget til at stationere store dele af den japanske flåde i nærheden af de indonesiske oliefelter. Truslen mod fragtskibene fra de amerikanske ubåde førte også til, at japanske ubåde måtte indsættes ved transport af fødevarer, medicin og ammunition.

#### Amerikansk overlegenhed i luften
I juni forsøgte japanerne flere gange at afbryde de amerikanske transporter fra luften. Den 5. juni kom det derved til et større luftslag mellem 81 japanske kampfly og 101 amerikanske maskiner over Russel-øen i Salomonøerne. Japanerne mistede 24 maskiner mens amerikanerne kun mistede 7.
Der blev gennemført endnu et angreb den 11. juni over Guadalcanal. Japanerne indsatte 94 fly i et angreb på en konvoj. Amerikanske fly fra Henderson Airfield gik til modangreb. I samarbejde med antiluftskytset fra skibene blev alle japanske fly – bortset fra et enkelt – skudt ned.

#### Ø-hop
De amerikanske Joint Chiefs of Staff planlagde de følgende operationer med henblik på at omgå den japanske base ved Rabaul, da byen blev anset for at være særdeles velegnet for japanerne og dermed også meget farlig for den amerikanske fremtrængen. Den heraf følgende operation Operation Cartwheel blev forberedt fra midten af juni med forskellige troppebevægelser og blev indledt den 30. juni med omtrent samtidige landsætninger på Rendova, New Georgia, Vella Lavella, Ny Guinea, Bougainville og New Britain. I den forbindelse anvendte amerikanerne Island Hopping (Ø-hop).
Kort efter den amerikanske landgang i Kulabugten foretog japanerne også landgang på stedet, så det mellem den 5. og 6. juli kom til slaget i Kulabugten. Nogle dage senere sendte japanerne på ny en Tokyo Express til Kulabugten. Den blev den 13. juli opdaget af en amerikansk eskadre og bekæmpet i Slaget ved Kolombangara. Amerikanerne tabte dette slag og de japanske destroyere kunne landsætte 1.200 mand ved Kolombangara, hvilket dog ikke havde den store effekt, da amerikanerne omgik denne ø.
Et stort amerikansk luftangreb den 17. juli med 223 fly fra Henderson Airfield på Guadalcanal mod japanske skibe ved Bougainville endte med sænkning af en destroyer og to beskadigede destroyere. Den følgende dag blev angrebet gentaget. Det lykkedes dog kun at beskadige en enkelt destroyer.
I den nordlige del af Stillehavet kom det under bombardementet af øen Kiska i Aleuterne den 22. juli til det mystiske Fantomslag Battle of the Pips, hvor en amerikansk slagskibs- og krydserflotille skød på ikke-eksisterende japanske skibe, der kun optrådte som lysende punkter på radarskærmene. Nogle dage senere lykkedes det japanerne at gennemføre en ubemærket evakuering af deres 5.183 soldater på Kiska i løbet af blot 55 minutter.
Ved forsøget på at nå Kolombangara med 900 soldater om bord, stødte en japansk destroyerflotille den 6. august under slaget i Vella-bugten på en amerikansk destroyerenhed, som sænkede tre af de fire japanske skibe. En uge senere kunne amerikanerne landsætte 4.600 marinesoldater på øen Vella Lavella. Den 17. august gik japanerne i land på øens nordkyst. Ved et mindre destroyerslag fik begge sider kun mindre skader.
I slutningen af august besatte amerikanerne nogle øer i den sydlige del af Stillehavet uden kamp. Det var meningen at der her skulle etableres luftbaser ved hjælp af SeaBees.
Om natten den 1. september angreb fly fra tre amerikanske hangarskibe den japanske base på Marcus-øen. I seks angrebsbølger mistede de kun fire maskiner, men kunne kun tilføje startbanen mindre skader.
Samtidig forlod skibe med 8.000 australske soldater Milne-bugten for at landsætte dem ved Lae på Ny Guinea. Ganske vist forsøgte japanerne at forhindre landsætningen med bombefly, men disse blev opdaget så tidligt, at de blev opfanget af japanske jagere. Ny Guinea blev befriet efter landsætninger ved Finschhafen den 22. september.
Efter den italienske kapitulation den 8. september sænkede besætningerne selv 2 kanonbåde, nogle dampskibe og en hjælpekrydser i Kobe, Shanghai og andre japansk besatte havne for at de ikke skulle falde i hænderne på japanerne.
Fra den 17. til 18. september bombarderede amerikanerne øen Tarawa med 25 B-24 Liberator-bombefly, som var startet fra Canton og Funafuti. Bombeflyene blev bistået af bombefly fra tre hangarskibe, som angreb de japanske stillinger i flere bølger.
Under evakueringen af de japanske tropper fra Kolombangara i slutningen af september og starten på oktober døde omkring 1.000 japanske soldater i beskydningen fra amerikanske destroyere. Det lykkedes dog for japanerne at evakuere 9.400 mand i live fra øen. Herefter forsøgte japanerne også at evakuere Vella Lavella, men blev forhindret i det i Slaget ved Vella Lavella af amerikanerne.
For at isolere den japanske base på Rabaul yderligere fra omverdenen indledte allierede fly fra RAF og USAAF den 12. oktober store angreb. Den kombinerede flystyrke bestod af B-24 og B-25 bombefly, Beaufighter-torpedofly og P-38 Lightning langtrækkende jagerfly. Ved angrebene på havnen og flyvepladsen blev to transportskibe sænket og tre ubåde og mindre enheder beskadiget. De Allierede mistede fire fly.
Efter at japanske ubåde havde opdaget en stor amerikansk flåde ved Hawaii overførte den japanske flåde med tre hangarskibe fra 1. flåde og tre fra 2. flåde fly fra Truk til Rabaul for at forberede et koncentreret luftangreb på Salomonøerne. På tilbageturen til Japan blev et af hangarskibene opdaget af en amerikansk ubåd, som torpederede og beskadigede den. I mellemtiden lå den japanske hovedstyrke i Truk i forhøjet alarmberedskab. Den bestod af fire slagskibe, 12 krydsere og 30 destroyere.

#### Kampen om Bougainville
Den 1. november gik tre amerikanske marineinfanteri divisioner i land ved Kap Torokina på Bougainville i Salomonøerne. De mødte ingen japansk modstand. Ud for kysten lå der fire krydsere, 19 destroyere og nogle minestrygere til beskyttelse. Japanerne forsøgte ganske vist at angribe flåden med fly fra Rabaul, men da dette ikke lykkedes sendte den japanske ledelse en flåde af sted mod Bougainville, hvortil den allerede ankom den følgende nat. Herefter udkæmpedes Søslaget i Empress Augusta bugten. Landgangen på Bougainville kunne japanerne imidlertid ikke forhindre.
Den japanske 2. flåde sejlede den 3. november til Rabaul som forstærkning og blev næste dag opdaget af amerikanske rekognosceringsfly i Bismarck-øhavet. Efter at flåden var nået til Rabaul, indledte omkring 100 fly fra to amerikanske hangarskibe et koncentreret angreb på havnen i Rabaul. Det lykkedes dem at beskadige seks krydsere og en destroyer alvorligt, mens de selv mistede 10 fly. Kort efter angrebet fulgte der et bombeangreb, som ramte byen og havnen.
Allerede samme aften trak japanerne seks krydsere og fem destroyere tilbage fra Rabaul til Truk.
I mellemtiden lykkedes det om natten den 7. november for japanerne at landsætte 1.175 soldater på Bougainville. Den 9. og 11. november landsatte amerikanerne deres 2. og 3. bølge. På grund af den korte afstand fra Bougainville til Rabaul (kun ca. 300 km) udbyggede amerikanerne de eksisterende japanske flyvepladser for at kunne angribe den vigtige japanske base herfra.
Under et japansk forsøg på at gennemføre luftangreb mod Bougainville opfangede fly fra de amerikanske hangarskibe angriberne. Japanerne mistede 33 af deres 110 maskiner uden at amerikanerne mistede et eneste. Derved var de samlede japanske tab på store, at de japanske hangarskibe ikke længere var klar til indsats.
På grund af den amerikanske offensiv forsøgte japanerne at forstærke deres garnison på Buka, nord for Bougainville. Det førte den 26. november 1943 til Slaget ved Kap St. George. Japanerne led et stort nederlag i dette slag og mistede over halvdelen af deres skibe. Amerikanerne derimod mistede ingen skibe. Dette var afslutningen på Tokyo Express, de japanske forsynings- og evakueringssejladser ved Salomonøerne.
Allerede fra slutningen af december begyndte amerikanerne at gennemføre luftangreb mod Rabaul fra Bougainville. Det varede imidlertid indtil starten af april 1944 inden de i slaget om Bougainville havde sejret og kunne betragte øen som sikret. I de langvarige kampe i junglen, hvor japanerne trak sig tilbage til tidligere anlagte underjordiske bunkere, mistede amerikanerne 423 døde og 1.418 sårede. Mange af de overlevende blev efterfølgende ramt af malaria.

#### Operation Galvanic
Den 10. november begyndte forberedelsesfasen for den stort anlagte Operation Galvanic. En transportgruppe afsejlede fra Pearl Harbor og tre dage senere yderligere en fra Ny Hebriderne (nu: Vanuatu). De mødtes den 17. november vest for Salomonøerne mellem Bakerøen og Tuvalu. Dækningsenhederne, såsom den hurtige hangarskibsgruppe, slagskibe, krydsere, destroyere og minesøgere sluttede sig til dem nogle dage senere.
Slaget om Gilbert-øerne under kodenavnet Operation Galvanic indledtes den 19. november med et planlagt bombardement af landgangsområderne. Med fly fra 11 hangarskibe, artilleri fra fem slagskibe, seks krydsere og 21 destroyere blev standene på Makin og Tarawa på Gilbert-øerne foruden Mili i Marshalløerne og Nauru beskudt. Den næste dag begyndte den amerikanske landgang på Makin- og Tarawa-atollen. Makin faldt den 23. november og Tarawa først den 28. november efter heftige, tabsrige kampe hvor 4.300 japanere og 1.000 amerikanere blev dræbt.
Da japanerne gik ud fra, at amerikanerne planlagde yderligere landgange på Marshalløerne forstærkede de deres baser i området. Fra Truk sejlede der fra den 19. november flere gange nogle skibe med forstærkninger til Mili, Kwajalein og Maloelap.

#### Yderligere aktioner ved årets slutning
Ved Kap St. George, sydøst for Rabaul, kom det den 25. november til kamp mellem fem amerikanske og fem japanske destroyere. Amerikanerne sænkede i slaget ved Kap St. George tre af modstanderens skibe. 178 søfolk blev reddet af en japansk ubåd.
Som forberedelse på erobringen af Marshalløerne gennemførte seks amerikanske hangarskibe sammen med 9 krydsere og 10 destroyere fra 4. december gentagne koncentrerede angreb mod den vigtige japanske base på Kwajalein. Det lykkedes dem at ødelægge 55 japanske fly, til dels på jorden. Senere blev fragtskibe på over 42.500 BRT og to krydsere sat ud af spillet. Selv mistede amerikanerne 5 kampfly og en at af hangarskibene blev beskadiget. Yderligere artilleribombardementer blev fra den 8. december gennemført med fem slagskibe og 12 destroyere mod Nauru.
Amerikanernes landgang den 13. december ved Arawe på New Britain hvor 1.600 soldater blev landsat foregik under kodenavnet Operation Director. Som forberedelse af landgangen gennemførte det amerikanske luftvåben et luftangreb og nedkastede 433 tons bomber over landgangsområdet.
24. december indledte amerikanerne Operation Dexterity, landgangen ved Cape Gloucester, med et skinangreb på Buka og Buin ved Bougainville. De egentlige landgangsoperationer begyndte 26. december med landsætning af 13.000 marinesoldater i flere bølger. Ved et storangreb med 60 japanske fly mistede amerikanerne en destroyer og yderligere en blev svært beskadiget.

### 1944
Den amerikanske offensiv i det central Stillehav fortsatte, som japanerne havde ventet, med angrebet på Marshall-øerne. Som forberedelse blev der udlagt minefelter med fly fra den amerikanske flåde ved Wotje, Jaluit og Maloelap.
Efter at yderligere japanske koder var blevet knækket af den amerikanske efterretningstjeneste gik ubåde på jagt i grupper og opfangede mange japanske konvojer. De fik ofte støtte fra allierede luftstyrker i nærheden, som ligeledes var på udkig efter konvojer. Bl.a. kunne man herved afbryde forsyningerne til Marshall-øerne.
Fra midten til slutningen af januar forstærkede briterne på en gang deres østasiatiske flåde i det Indiske Ocean med to hangarskibe, to slagskibe, tre krydsere og 10 destroyere heriblandt tre hollandske skibe. En yderligere forstærkning med seks destroyere fulgte i marts. Dermed rådede de over en slagkraftig flåde bestående af tre hangarskibe, tre slagskibe, 13 krydsere, 27 destroyere, 13 fregatter og nogle slupper, korvetter og seks ubåde. Allerede fra midten af december året før gennemførte briterne i stigende omfang aktioner mod japanske enheder i Malaccastrædet. Deres indsatsområde omfattede også Nicobarerne og Andamanerne. Da der også opererede tyske ubåde fra Penang lykkedes det også for briterne at opnå nogle sejre mod disse.

#### OperationerneFlintlock,CatchpoleogHailstone
Den 29. januar ankom den amerikanske Fast Carrier Task Force 58 nord for Marshalløerne og indledte et bombardement af øerne Maloelap, Kwajalein, Roi, Eniwetok og Wotje. Der blev gennemført 6.232 flyvninger og 49 maskiner gik tabt.
Slaget om Marshall-øerne begyndte den 1. februar under kodenavnet Operation Flintlock med den amerikanske landgang på Kwajalein-atollen. Hovedformålet med operationen mod Marshall-øerne var det at etablere baser på land til et videre fremstød i retning af Marianerne og Filippinerne. Hertil kom den vigtige erobring af den japanske base på Kwajalein.
Under kraftig artilleribeskydning fra skibene med landgangsbåde lykkedes det amerikanerne at landsætte omkring 41.500 mand frem til den 7. februar på hovedøen i atollen. Ca. 8.700 japanere forsøgte at forsvare atollen. Kun 265 overlevende kom i amerikansk krigsfangenskab.
Samtidig med starten på operationen fik alle allierede ubåde ordre til i særlig grad at drive jagt på japanske tankskibe. Dermed skulle brændstofforsyningerne til de japanske skibe og fly, især i Rabaul, afskæres. Luftangrebene mod Rabaul og omegn blev yderligere optrappet.
Den 17. februar blev slaget om Marshall-øerne fortsat med Operation Catchpole, landgangen på Eniwetok-atollen. Kampene på øerne fortsatte indtil den 23. februar og kostede 262 dæde på amerikansk og 2.677 døde på japansk side. Efter erobringen af Eniwetok-atollen lykkedes det amerikanerne at indtage de østlige Marshall-øer frem til den 14. juni.
Indenfor rammerne af Operation Hailstone den 16. og 17. februar, som også var tænkt som dækoperation for erobringen af Eniwetok-atollen blev øen Truk i Carolinerne udsat for massive flyangreb fra den amerikanske flåde. Derved blev den vigtige japanske base og store dele af øen næsten fuldstændigt ødelagt. Der var næsten intet japansk forsvar. Over 70 opankrede japanske krigsskibe blev sænket. Imidlertid var de store slagskibe og krydsere, som kort tid inden havde ligget i havnen allerede forladt Truk og kunne ikke opspores. Bombardementet af Truk omtales ofte som japanernes Pearl Harbor.

#### Yderligere amerikanske fremstød
For at forberede den næste storoffensiv, stormen på Marianerne gennemførte fly fra den amerikanske hangarskibs Task Group 58.2 den 23. februar angreb på øerne Tinian og Saipan. Ved Operation Brewer den 29. februar blev øen Los Negros i Admiralitetsøernes øhav besat af 1.026 amerikanere.
I marts indledte japanerne på Bougainville Operation TA. Med 12.000 soldater forsøgte de at fordrive amerikanerne, som i mellemtiden havde landsat 27.000 soldater ved Kap Torokina, fra deres brohoved. Kampene varede fra den 9. til 24. marts. De japanske tab var på 5.469 mand, mens amerikanerne med støtte fra 6 destroyere kun mistede 263.
Som afledning for en landgang på Emirau i Bismarck-øhavet beskød amerikanske destroyere om natten den 19. marts Wewak i det nordlige Ny Guinea og dagen efter Kavieng på New Ireland. De i mellemtiden gennemførte landgange på Emirau forløb fuldstændig uden japansk modstand, så allerede kort efter kunne man påbegyndte bygningen af en flyveplads og en base for torpedobåde.
Ved Operation Desecrate, som blev indledt af USA den 23. marts samledes tre task forces med i alt 11 hangarskibe og et antal slagskibe, krydsere og destroyere for at angribe de japanske installationer på Palau, Yap og Woleai. Ganske vist forsøgte japanske fly at opfange dele af flåden, men de kunne indlede deres angreb den 30. marts hvorved 38 japanske skibe blev sænket. I blandt dem var dog ingen større krigsskibe.
Allierede luftangreb, som blev gennemført den 12. april mod Hollandia førte til sænkning af to fragtskibe. Nogle små civile fiskekuttere blev også ramt og sænket. I det sydvestlige Stillehav opstillede australierne samme dag en sikringsflåde for forsyningskonvojer mellem Finschhafen og Admiralitetsøerne. Den bestod af en destroyer, to fregatter og 27 korvetter. Under konvojsejladserne beskød nogle af fregatterne og korvetterne byen Madang, Hansa-bugten og nogle kyster på øerne ud for Ny Guinea.
I den japanske Operation Take-Ichi skulle der i forbindelse med en forsyningskonvoj til tropperne på halvøen Vogelkop overføres ca. 20.000 soldater fra Shanghai til Halmahera. Mellem den 26. april og den 6. maj lykkedes det amerikanske ubåde at sænke fire transportskibe med næsten 10.000 soldater om bord. Der var næsten ingen overlevende.
Den britiske asienflåde indledte den 16. april en stort anlagt operation med kodenavnet Operation Cockpit. Den forlod Trincomalee med to hangarskibe, tre slagskibe, seks krydsere og 15 destroyere i retning mod Sabang, som blev angrebet den 19. april med 46 bombefly og 35 jagere. Japanerne mistede 24 maskiner på jorden og nogle i luften. Desuden blev et dampskib sænket.
Den 17. april stødte japanske tropper i Sydkina frem i retning af de nye amerikanske luftbaser.
Som forberedelse for Operation Reckless – landgangen i Hollandiabugten på Ny Guinea indledte amerikanerne den 21. april luftangreb fra hangarskibe mod øerne Wakde og Sarmi vest for Hollandia. Også destroyere angreb disse mål. Angrebene fortsatte i de følgende dage for at understøtte landgangen i Humboldt Bay (Nu Guinea)|Humboldt Bay og Hollandia, som indledtes den 22. april. Yderligere landgang blev foretaget ved Aitape. Den japanske modstand var yderst beskeden, og alle mål var nået den 28. april. Hangarskibene sejlede derefter mod Truk, som blev intensivt bombarderet den 29. og 30. april.
På grund af den stigende produktion af ubåde i USA var der i mellemtiden blevet så mange til rådighed i Stillehavet, at man skiftede over til en taktik hvor flere ubåde angreb i fællesskab. Antallet af sænkede bruttoregisterton steg næsten eksponentielt. Det var fortsat fragtskibe og transportskibe som var hovedmålene. Fra tid til anden lykkedes det at sænke en destroyer eller en mindre militærenhed. Operationsområdet for de amerikanske ubåde omfattede hele Stillehavet til de japanske kyster.
Den britiske asienflåde indledte den 6. maj i samarbejde med andre allierede enheder Operation Transom, et hangarskibsangreb mod Surabaya på Java, der var aftalt med amerikanerne. Det tjente som afledningsmanøvre fra de amerikanske angreb mod Wakde.
Den 17. maj, samtidig med den amerikanske aktion fløj næsten 100 kampfly adskillige angrebsbølger mod havnen og olieraffinaderierne i byen. De japanske tab udgjorde 12 ødelagte fly og en patruljebåd og et fragtskib blev ødelagt.
I mellemtiden forberedte japanerne forsvaret af Marianerne. I Operation A-GO sejlede tre flåder den 11. og 12. maj til Marianerne fra Japan. De omfattede fire store slagskibe, ni hangarskibe foruden et antal krydsere og destroyere.
Amerikanske enheder blev landsat i en styrke på 7.000 mand den 17. maj ved Arara og den følgende dag ved Wakde på nordkysten af Ny Guinea for at erobre den stedlige flyveplads (Operation Straightline). Af de 759 japanske forsvarede overlevede kun 1. Amerikanerne mistede 110. Den 25. maj fulgte landgangen ved Biak (Operation Horlicks). Her kom det til heftige kampe, som varede til ind i juni, hvor 10.000 japanere kæmpede mod de amerikanske landgangstropper. Japanske forstærkninger blev opfanget på havet og tvunget til at vende om. Således bombarderede allierede fly den 6. juni en konvoj på vej til Biak. Det lykkedes at sænke en destroyer og beskadige yderligere tre.

#### Marianerne og Palau-øerne
Kort før starten på den amerikanske landgang på Marianerne i Operation Forager førte en falsk meddelelse til angreb fra alle til rådighed stående japanske ubåde mod den i øst ventede invasionsflåde. Da den imidlertid opererede vest for Marianerne blev kun enkelte amerikanske skibe, heriblandt et slagskib og to hangarskibe, angrebet og uden held. Af de 18 indsatte ubåde sænkede amerikanerne til gengæld de seks.
Nogenlunde samtidig den 11. juni indledte amerikanske fly fra hangarskibene vest for Marianerne angreb på øerne, som fortsattes i de følgende dage. Hovedmålene lå på øerne Saipan, Tinian og Guam.
Den 15. juni gik amerikanske marineinfanterister i land på den 20 km lange og 9 km brede hovedø i Marianerne (se Slaget om Saipan). De forbitrede kampe varede i tre uger og kostede japanerne ca. 43.000 døde. Amerikanerne mistede 3.500 soldater. Formålet med at erobre øerne var at oprette flyvepladser hvorfra det amerikanske luftvåben for første gang systematisk kunne bombardere de japanske hovedøer fra Stillehavet. Den 18. juni blev den japanske ø Honshû udsat for det første store bombardement, som dog kom fra baser i Kina.
Rekognosceringsfly fra den japanske flåde i Operation A-GO opdagede den 18. juni de amerikanske skibe ved Marianerne og indledte tidligt den følgende morgen et angreb i fire bølger med fly fra hangarskibene. Det blev indledningen på Slaget i det Filippinske hav. Da amerikanerne i tide kunne opfange de japanske fly, var det kun få af dem, der brød igennem til de amerikanske skibe, hvor de kun forårsagede små skader. Luftslaget var så ensidigt at det fik betegnelsen "Great Marianas Turkey Shoot". Hertil kom, at amerikanerne sænkede tre japanske hangarskibe.
I Operation Tabletennis blev der den 2. juli landsat 7.100 mand på øen Noemfoor, øst for Ny Guinea. Inden landsætningen blev øen beskudt af krydsere og destroyere.
Igen angreb amerikanske fly fra hangarskibe den 4. juli Ogasawara-øerne Iwo Jima og Chichi-jima som afledning fra operationerne i Marianerne. Især Guam, som siden starten af juni igen og igen blev kraftigt beskudt af amerikansk skibsartilleri lå den 5. juli under et tæppe af bomber fra amerikanske bombefly og derefter indtil 19. juli igen under intensiv beskydning fra havet. Den 21. juli gik amerikanerne til sidst i land på Guam med næsten 55.000 mand. De stod over ca. 19.000 japanske forsvarere. Kampene kostede 10.693 japanere livet. Kun omkring 100 blev taget til fange. Resten af japanerne fandt skjul i den næsten uigennemtrængelige jungle, hvorfra de kunne fortsætte med at føre guerillakrig mod amerikanerne til krigens slutning. Så sent som i 1972 opdagede man en gammel japansk soldat Yokoi Shōichi på øen, som man måtte forklare, at krigen for længst var ovre.
I det Indiske Ocean begyndte den 21. juli den allierede Operation Crimson. Den britiske østasienflåde, bestående af to hangarskibe, fire slagskibe, otte krydsere og et antal destroyere sejlede mod Sumatra og indledte et angreb fra luften og havet mod den japanske base Sabang. En krydser og tre destroyere sejlede endda ind i havnen og afskød flere torpedoer mod japanske skibe.
Under kraftig støtteild fra Saipan indledte amerikanerne den 24. juli landgangen på naboøen Tinian. De 15.600 mand stødte ikke på så heftig modstand som på Guam, men alligevel faldt ca. 390 amerikanere. Japanerne mistede 6.050 soldater, 252 blev taget til fange. Med den nu fuldførte erobring af Marianerne var nordflanken for et angreb på Filippinerne nu etableret. Desuden truede amerikanerne nu søvejen mellem Japan og råstofkilderne i Indonesien.
Ved Operation Globetrotter, erobringen af øerne Amsterdam og Middelburg, øst for Kap Sansapor på Ny Guinea den 30. juli, mødte invasionstropperne ingen modstand.
Den 8. august ødelagde japanske styrker den amerikanske luftbase Henyang. Frem til 11. oktober lykkedes det også japanerne at erobre andre baser og opbygge en forbindelse over land mellem det japansk besatte Sydkina og de japanske tropper i Indokina længere mod syd.
Fast Carrier Task Force 38 begyndte den 28. august på forberedelserne til operationerne Tradewind og Stalemate II. De 15 hangarskibe, seks slagskibe, ni krydsere og 60 destroyere sejlede fra Eniwetok med kurs mod Palau-øerne og Morotai. Fly fra hangarskibene angreb under gentagne gange under sejladsen (30. august og 2. september) Iwo Jima og Chichi-jima. Også skibsartilleriet på to krydsere og fire destroyere beskød japanske stillinger på øerne. Wake blev den 3. september bombarderet fra et hangarskib, fire krydsere og 10 destroyere. De første angreb mod Palau begyndte den 6. september og blev fortsat tre dage senere. Øen Yap var også mål for yderligere angreb. Tre dele af indsatsstyrken begyndte den 10. september at angribe japanskbesatte flyvepladser på Mindanao i den sydlige del af Filippinerne. Da de ikke mødte nævneværdig modstand kunne luftangrebene fra den 12. september udvides til Visayas i den centrale del af Filippinerne. I løbet af tre dag ødelagde amerikanerne over 200 japanske kampfly.
Den 15. september indledte amerikanerne landgangsoperationerne på Palau-øerne Peleliu og Angaur. Japanerne på Peleliu havde forskanset sig på en bjergryg og gjorde betydelig modstand med ca. 5.300 soldater. Kun med yderligere styrker lykkedes det frem til midten af oktober for amerikanerne at sikre øerne, og næsten til årsskiftet holdt enkelte japanske grupper ud. Øen faldt til amerikanerne den 23. oktober.
Ligeledes den 15. september gik amerikanerne i land med næsten 20.000 soldater på Morotai og mødte så godt som ingen modstand. Tropperne blev i starten af oktober forstærket med yderligere 18.200 mand, heriblandt over 12.000 SeaBees og jordpersonel til den ´flybase, som skulle drives. Under jagten på en japansk ubåd den 3. oktober sænkede amerikanske skibe ved et uheld deres egen ubåd USS 'Seawolf, hvorved 79 besætningsmedlemmer omkom.
Efter de vellykkede angreb på Sydfilippinerne angreb fly fra 15 hangarskibe den 21. og 22. september flyvepladser på Luzon. Angrebene var især rettet mod området ved Manila. To dage senere blev der igen gennemført angreb ved Visayas. Japanerne mistede i den forbindelse over 1.000 fly, nogle destroyere, en korvet, en minelægger og et moderskib for vandfly. Andre mindre enheder blev også sænket af amerikanerne, i alt omkring 150 skibe. Amerikanerne mistede 54 kampfly, heriblandt 18 som følge af diverse uheld. Den egentlige amerikanske plan om at gå i land på Mindanao den 20. oktober blev kuldkastet af de store sejre. I stedet valgte man at gå direkte efter Leyte.

#### Filippinerne – land- og søslaget ved Leyte
Som forberedelse til invasionen på Filippinerne afsejlede enhederne i Fast Carrier Task Force 38 fra Ulithi. To dage senere beskød skibene Marcus-øen og sluttede sig samme dag til de resterende enheder, som ankom vest for Palau. Sammen indledte de den 10. oktober storangreb med fly fra hangarskibene mod Sakishima-øerne i den østlige del af det Kinesiske Hav og mod Okinawa. Det kom til Luftslaget ved Formosa mens også lufthavnen ved Aparri på Luzon blev angrebet, og den 12., 13. og 14. oktober blev der gennemført angreb mod flyvepladser og installationer på Formosa. De blev støttet fra baser i Kina, som indsatte B-29 bombefly. Japanerne opsendte fly fra Kyūshū, Okinawa og Formosa mod angriberne, heriblandt et stort antal Kamikazefly. Derved lykkedes det dem at beskadige nogle amerikanske skibe, til dels alvorligt. På tilbagevejen den 15. oktober bombarderede amerikanerne igen flyvepladser nord for Manila, hvorunder det kom til svære kampe med de forsvarende japanske fly. Efter afslutningen af kampene meddelte japanerne fejlagtigt, at de havde sænket 11 amerikanske hangarskibe, 2 slagskibe og en krydser. Dette havde fatale følger for
den senere forsvarsstrategi for Filippinerne.
Også briterne deltog igen i med en afledningsaktion (Operation Millet). Asienflåden angreb den 17. og 18. oktober Nikobarerne mens slaget om Leyte begyndte i det centrale Filippinerne. Amerikanerne forberedte landgangen med luftangreb på Mindenao fra Biak og Sansapor, samt fra hangarskibe mod Leyte og Cebu. En gruppe ubåde afspærrede området mellem Mindanao og Samar. Da en amerikansk minesøger sank under en tyfon i Leyte Gulf blev den opdaget af japanerne, som straks igangsatte Operation Sho-1 til forsvar af Filippinerne. Den 19. oktober gik de første amerikanske enheder i land, og mødte kun ringe modstand, og startede herfra i slaget om Leyte på erobringen af Filippinerne. Japanerne trak sig i første omgang tilbage til de forberedte forsvarsstillinger. Fra 22. til 25. oktober forsøgte den japanske flåde at forhindre yderligere landsætninger. Slaget om Leyte Gulf tilføjede den japanske flåde de alvorligste og afgørende tab. Den mistede tre slagskibe og fire hangarskibe.
Ved støtteindsatsen fra Task Force 38 for de landsatte soldater på Leyte kom det i de følgende dage gentagne gange til kamikazeangreb på de amerikanske skibe, hvoraf hangarskibene især var mål for japanske angreb. Nogle maskiner slog ned i dækket på hangarskibe og destroyere. To hangarskibe blev alvorligt beskadiget. Amerikanerne foretog yderligere angreb mod flyvepladserne ved Manila, hvorved det den 29. oktober lykkedes dem at ødelægge 71 japanske fly i luftkampe. Yderligere 13 maskiner blev gjort ukampdygtige på jorden.
Et af de mest kuriøse våben, som blev sat ind i krigen, begyndte japanerne at bruge den 3. november – en ballonbombe. Japanerne var begyndt at udvikle ballonbomber efter ydmygelsen ved Doolittle-raidet i april 1942. De af Kusaba Sueyoshi konstruerede papirballoner var udstyret med et styringsredskab som holdt dem inde i jetstrømmen, hvorved de i vintermånederne nåede Nordamerika på blot 3 dage. Ca. 1.000 balloner nåede deres mål, men anrettede så godt som ingen skader.
Kampene syd for Filippinerne fortsatte i hele november med sejre på begge sider. Det lykkedes også til tider for japanerne at landsætte nye tropper og forsyninger på Leyte. Til gengæld blev de amerikanske flådeenheder styrket med dele af Task Force 34. Den 5. og 6. november gennemførte fly fra 11 amerikanske hangarskibe koncentrerede angreb på Luzon, hvor et igen var området ved Manila, som var i centrum. I Manila-bugten sænkede de en krydser og en patruljebåd, men hovedmålet var fortsat de japanske fly. Amerikanerne mistede 25 fly mens de ødelagde 400 japanske fly. På havet ramte et kamikazefly et amerikansk hangarskib og beskadigede det alvorligt.
For at stoppe de japanske forsyningskonvojer gennemførte amerikanske fly fra hangarskibe og kinesiske baser angreb på dem. Alene den 11. november blev der talt 347 starter fra hangarskibene. Med sænkningen af en krydser, fire destroyere og 10 dampere i Manila-bugten opnåede amerikanerne den 14. november en yderligere sejr.
Japanerne anvendte den 20. november for første gang fire Kaiten enmands torpedoer ved et angreb på amerikanske skibe ud for Ulithi. Et tankskib blev ødelagt, men de øvrige Kaiten blev opdaget og ødelagt af amerikanerne inden de nåede at gøre skade. Trods det berettede japanerne om en betydningsfuld sejr for deres nye Wunderwaffe.
I mellemtiden reorganiserede briterne deres Østasien flåde. De ældre skibe blev skilt ud i den britiske Ostindienflåde, mens de mere moderne enheder kom til at udgøre den britiske Stillehavsflåde.
Den 24. november indledte USA en række svære luftangreb mod Tokyo. B-29 bombeflyene var startet fra den nye base på Saipan. Yderligere angreb fulgte den 26., 29. og 30. november samt 3. december.
Kampene på Leyte fortsatte. Japanerne indledte den 27. november en luftlandsætning for at bringe nye tropper til Leyte. Operationen slog fejl. Kamikazeangreb på de fire amerikanske slagskibe, fire krydsere og 16 destroyere i Leyte Gulf medførte heller ikke de håbede sejre. Luftlandsætningerne blev gentaget den 5. og 6. december med større held, og flyvepladsen ved Burauen lå i to dage under kraftig japansk beskydning. Ved søslag i Ormoc bugten sænkedes såvel en japansk som en amerikansk destroyer. Den følgende dag gik amerikanske styrker i land ved Ormoc og mødte næsten ingen modstand. Ved et kamikazeangreb kort tid efter med 21 maskiner lykkedes det japanerne at sænke to destroyere og en landgangsbåd.
Den 11. december stævnede tre grupper fra Task Force 38 ud for at forberede understøttelsen af landgangen på Mindoro. Allerede mens de nærmede sig de sydfilippinske øer blev der igen gennemført angreb mod området ved Manila fra hangarskibene. Landgangstropperne fra Task Group 78.3 blev landsat den 15. december, selv om deres flagskib få dage inden var blevet ramt af et kamikazeangreb og en stor del af de militære ledere var blevet dræbt. De japanske styrtbombeangreb fortsatte til slutningen af december.
Ved et luftangreb i Subic Bay på Luzon den 16. december mod et japansk transportskib med 1.600 krigsfanger, der blev sænket, omkom mange af krigsfangerne. Selv af de reddede nåede kun omkring 500 senere deres mål i Japan, da de blev udsat for yderligere luftangreb på Formosa.
Under en kraftig tyfon den 18. december sank tre destroyere fra Task Force 38 ud for Sydfilippinerne. Fire hangarskibe, fire eskortehangarskibe, en krydser, seks destroyere, et tankskib og en slæbebåd fik til dels betydelige skader. Herefter måtte aktionen afblæses og skibene vendte tilbage til Ulithi.
En japansk eskadre med to krydsere og seks destroyer indledte den 24. december Operation REI fra Cam Ranh bugten i Indokina. Deres mål var Mindoro, som de nåede den 26. december. Der indledte de beskydning af det amerikanske brohoved. Efter at det amerikanske luftvåben havde angrebet eskadren og en japansk destroyer var blevet sænket af en patruljebåd, vendte eskadren om og undgik på den måde at blive helt ødelagt.

### 1945
Den 3. januar erobrede briterne Akyab og indledte dermed erobringen af Burma. Burmavejen var fra omkring årsskiftet farbar i sin fulde længde, og således kunne de allierede transportere tropper for forsyninger til Kina.

#### Landgang på Luzon
Den amerikanske Task Force 38, som allerede mod slutningen af 1944 havde forladt Ulithi indledte som forberedelse og afledning fra landgangen på Luzon den 3. og 4. januar intensive angreb på japanske skibe rundt om de nordlige filippinske øer. Flyvepladserne på Luzon blev igen mål for angreb, og 100 maskiner blev ødelagt. I de næste dage ødelagde amerikanerne yderligere 80 maskiner for at opnå luftherredømmet over Luzon. Yderligere operationer ramte den 9. januar Formosa, Ryūkyū- og Pescadores-øerne. Derved blev en destroyer, en korvet, en ubådsjager og flere tank- og fragtskibe sænket.
Samme dag begyndte Operation Mike I, landgangen i Lingayen-bugten på Luzon. 70.000 amerikanere blev landsat overfor ringe modstand, da japanerne havde trukket sig tilbage til bjergene. Imidlertid forsøgte kamikazefly at angribe skibene i bugten. Et slagskib og to krydsere blev ramt og beskadiget. To dage senere indsatte japanerne sprængbåde i et angreb mod skibene, hvoraf flere blev beskadiget. Indtil slutningen af måneden fortsatte kampene. Amerikanerne bragte stadig flere tropper og forsyninger til Luzon, hvilket japanerne forsøgte at forhindre med intensive luftangreb, hvor der næsten altid blev indsat kamikazefly. De amerikanske eskortehangarskibe fløj langt over 6.000 flyvninger indtil de landsatte soldater fra den 17. januar ikke længere havde brug for støtte fra luften.
Ved angreb på amerikanske baser på Ulithi, Hollandia, Palau, Guam og Manus i Operation Kongo forsøgte japanerne fra den 11. januar at sænke yderligere skibe med Kaiten ubåde. En sænket landgangsbåd kan muligvis tilskrives disse angreb.
Task Force 38, som opererede vest for Filippinerne angreb i midten af januar i stigende grad skibe ud for kysterne af Formosa, Kina, Hongkong og Hainan. Det lykkedes at sænke flere skibe.
I det Indiske ocean landsatte briterne yderligere enheder i Burma. I Operation Matador landsatte briterne den 16. januarto brigader på Ramree og den 21. januar yderligere infanterienheder ved Kangaw. Øen Cheduba var målet for Operation Sankey, hvor 500 briter gik i land den 26. januar, fulgt af en indisk brigade den følgende dag. Den 30. januar blev der endelig i Operation Crocodile landsat soldater på Sagu. Samtidig med disse landsætninger blev den britiske stillehavsflåde overført fra Trinconmalee til Stillehavet. I Operation Meridian fløj dens jagerfly og bombefly den 24. og 29. januar angreb mod olieraffinaderier nord for Palembang. Flåden ankom den 4. februar til Fremantle i Australien.
En japansk kommandoenhed, som var landet på Peleliu (Palauøerne), forsøgte den 18. januar at trænge ind på en derliggende amerikansk flyveplads for at ødelægge fly og ammunition. Operationen slog fejl.
Fly fra Task Force 38 angreb gentagne gange mål på Pescadorerne, Sakishima Gunto, Okinawa og Ryūkyū-øerne. Derved blev 13 japanske skibe sænket udover at tre destroyere og to landgangsskibe blev beskadiget. Ved japanske modangreb med kamikazefly og bombere blev to hangarskibe og en destroyer stærkt beskadigede den 21. januar.
På Luzon ankom der fortsat amerikanske troppeforstærkninger. To divisioner blev landsat den 27. januar i Lingayen-bugten. Yderligere landsætninger fandt sted den 29. januar ved Zambales og San Antonio hvor 30.000 amerikanere gik i land. Den 30. januar indtog yderligere en bataljon øen Grumble i Subic Bay og andre enheder erobrede Grande Island. Den 11. luftbårne amerikanske division blev den 31. januar sat i land sydvest for Manilabugten ved Nasugbu. Japanske ubåde forsøgte at forstyrre landsætningerne, men kunne kun opnå små sejre.
Fra slutningen af januar til midten af februar angreb amerikanske bombeeskadriller daglig Iwo Jima, for at forberede landgangen der. I alt blev der kastet ca. 6.800 tons bomber på øen.
Fra den 4. februar indledtes befrielsen af Manila i forstæderne. Under kampene gennemførte japanerne i de sidste tre sidste uger af februar efter ordre fra Tokyo Manila massakren, hvor ca. 111.000 civile blev myrdet.
Task Force 58 afsejlede den 10. februar til sit første hangarskibsbaserede storangreb på Tokyo som samtidig var støtte for landgangen på Iwo Jima. Ca. 125 sømil syd for byen lettede jagerflyene den 16. februar fra hangarskibene for at nedkæmpe det japanske forsvar. Derefter startede bombeflyene for især at angribe flyfabrikkerne i Tokyoområdet, hvilket dog stort set mislykkedes på grund af dårligt vej. Dagen efter blev angrebene fortsat og udvidet til mål ved Yokohama. Efter tilbagetrækning mod syd med styrken delt. Nogle slagskibe og krydsere sejlede til Iwo Jima for at yde artilleristøtte, mens de øvrige enheder fik nye forsyninger til havs og derpå blev yderligere delt op til nye angreb. Flyene fra hangarskibene foretog den 25. februar yderligere angreb på Tokyo, som igen blev stærkt generet af dårligt vejr. Der blev også gennemført artilleribeskydning af Okinawa og Iwo Jima.
På sydspidsen af Bataan ved Mariveles lykkedes en landsætning af 5.300 amerikanske soldater. Den følgende dag sprang faldskærmssoldater ud over Corregidor og en amerikansk bataljon landede på øen. Kampene fortsatte til den 26. februar. Herefter blev øen erklæret sikret. Med Corregidor havde amerikanerne generobret et vigtigt symbol på det tidligere nederlag på Filippinerne.

#### Iwo Jima og Okinawa
Som forberedelse for landgangen på Iwo Jima begyndte seks slagskibe, fem krydsere og 16 destroyere den 16. februar at beskyde strandene og de japanske stillinger på øen med artilleri. Aktionen blev dækket af 10 eskortehangarskibe og deres destroyere. Fly fra disse hangarskibe blev igen og igen sendt af sted mod de japanske kystbatterier og de tre flyvepladser. I den forbindelse anvendte amerikanerne for første gang napalm-bomber. Det lykkedes japanerne at få enkelte træffere på de store skibe.
Landgangen på Iwo Jima under kodenavnet Operation Detachment fandt sted den 19. februar. Artilleribeskydningen fra skibene blev flyttet længere ind i landet da 30.000 soldater gik i land. Under slaget om Iwo Jima blev øen forsvaret af japanerne til sidste mand. De trak sig tilbage til de forberedte, veludbyggede underjordiske stillinger, hvor der tidligere var placeret våben fra skibskanoner af største kaliber til håndvåben. Amerikanerne måtte møjsommeligt erobre hver enkelt stilling i nærkampe med håndgranater og flammekastere. Den 21. februar kom der et overraskende kamikazeangreb på skibene ud for kysten, hvorved et eskortehangarskib blev sænket og yderligere tre blev beskadiget. Kampene på øen varede til den 26. marts og kostede japanerne omkring 20.800 døde, mens 7.000 amerikanere mistede livet. I resten af krigen var Iwo Jima en vigtig base for det amerikanske luftvåben, som allerede den 6. marts landede de første B-29 bombefly på øen. I slutningen af marts var øen allerede base for 36 bombefly ved angreb på de japanske hovedøer.
Den japanske hær afvæbnede den 9. marts, efter Vichy-regeringens fald og Frankrigs fuldstændige befrielse i Europa, de franske tropper i Indokina og installerede deres egen marionetregering.
I de tidlige morgentimer den 10. marts blev der gennemført svære Luftangreb mod Tokyo. 334 B-29 bombefly nedkastede omkring 2.000 t bomber over et areal på omkring 44 km², hvor der lå fabrikker, kajer men hovedsageligt arbejderboliger af træ. Angrebet varede i 2½ time og udløste en enorm ildstorm, som kostede næsten 100.000 mennesker livet. Nogle kilder taler endda om 150.000 døde. Dette var det hidtil største og blodigste luftangreb i verdenshistorien.
Task Force 58 afsejlede den 14. marts fra Ulithi og begyndte den 18. marts at gennemføre angreb mod flyvepladser på Kyūshū. Japanerne forsvarede sig med kamikazeangreb, hvorved et amerikansk hangarskib brød i brand og to andre blev beskadiget. Dagen efter indledte amerikanerne angreb på Kure. Der lå et antal japanske hangarskibe, slagskibe, krydsere og destroyere for anker. Mange blev beskadiget under angrebet. Igen lykkedes det japanerne at sætte to amerikanske hangarskibe i brand. Ved yderligere angreb mod den amerikanske Task Force indsatte japanerne Ōka-bombefly.
Efter en kort optankningspause satte Task Force 58 kursen mod syd i retning af Ryūkyū øerne. Her indledte de den 23. marts artilleribeskydningen og luftangrebene som forberedelse til landgangen på Okinawa. De fik to dage senere støtte fra den britiske Stillehavsflåde, som dækkede området syd for øen, samt andre amerikanske Task Forces som bl.a. medbragte de frømænd, som fra den 25. marts var beskæftiget med at fjerne undersøiske forhindringer. Japanerne reagerede med luftangreb fra Formosa og Kyūshū. Det lykkedes kamikazefly at opnå træffere på mindre enheder, og den 30. marts blev flagskibet for Task Force 58 svært ramt.
Til gene for den japanske skibstrafik fløj B-29 bombefly den 27. marts 1.529 missioner fra Tinian i den stort anlagte Operation Starvation for at minere stræderne ved Shimonoseki, Kure, Hiroshima, Fukuoka, Kobe, Osaka, Nagoya, Tokyo og Yokohama foruden et antal andre havnebyer på de japanske øer. Ligeledes blev havne i Korea mineret. Amerikanerne mistede 15 maskiner under operationen. 102 flyvninger blev afbrudt, og maskinerne vendte tilbage inden de havde nedkastet deres miner. I alt blev der nedkastet 12.135 miner.
Den 1. april gik den 10. amerikanske arme i Operation Iceberg i land på Okinawa, som blev hårdnakket forsvaret af japanerne. Inklusive reserveenheder landsatte amerikanerne 451.866 soldater på øen. Som ved erobringen af Iwo Jima bombarderede amerikansk skibsartilleri også ved denne lejlighed baglandet. Japanerne trak sig tilbage til de forberedte stillinger i huler for derfra at føre guerillakamp mod de amerikanske styrker. Skibene langs kysten blev igen og igen udsat for kamikazeangreb og Ōka-bomber, hvorved et britisk hangarskib blev beskadiget. De japanske kystbatterier ramte den 5. april et amerikansk slagskib fem gange. Dagen efter indledte japanerne Operation Kikusui l, et stort angreb mod landgangsflåden ved Okinawa. 198 kamikazefly startede fra Kyūshū, hvoraf det lykkedes 67 at nå frem til skibene. Af de 27 skibe, som i nogle tilfælde var ramt flere gange, sank fire destroyere et landgangsskib og to ammunitionsskibe. Fem skibe blev så ødelagt, at de ikke kunne repareres og yderligere 17 kunne trods deres skader fortsat anvendes. Den følgende dag startede en 2. bølge med 54 kamikazefly, hvoraf kun få nåede igennem. Trods det lykkedes det dem at beskadige et slagskib og en destroyer alvorligt og fire andre skibe let.
I løbet af kampene om Okinawa blev det sidste store japanske slagskib Yamato, sendt på en kamikazemission. Skibet fik ordre til efter kampen med den amerikanske landgangsflåde at løbe op på stranden ved Okinawa. Efter at have afskudt al ammunition skulle besætningen herefter slutte sig til hærenhederne på øen. Ved et amerikansk luftangreb fra 386 hangarskibsfly om eftermiddagen den 7. april blev Yamato og fem eskorteskibe sænket i det Østkinesiske hav. Erobringen af Okinawa blev først afsluttet den 21. juni.
Mens den britiske Asienflåde i Operation Sunfish den 11. april angreb mål i Sabang, Padang und Emmahaven med slagskibe, krydsere og destroyere dækket af fly fra hangarskibe, gjorde amerikanerne klar til at overdrage nogle af deres skibe til den sovjetiske Stillehavsflåde. Den 5. april havde Sovjetunionen opsagt den sovjetisk-japanske neutralitetsaftale og var parat til at samarbejde med amerikanerne i Stillehavet. I midten af april begyndte der i Cold Bay ved Alaskas sydspids uddannelsen af ca. 2.400 sovjetiske flådefolk som var ankommet på fem dampere til at betjene amerikanske minestrygere (Operation Hula). Dette var de første forberedelser til en invasion af de japanske hovedøer. (Operation Downfall).
Ved et stort kamikazeangreb (Operation Kikusui-3) den 16. april mod landgangsflåden ved Okinawa fløj 126 japanske fly og 6 Ōka-Bomber. Det lykkedes dem at sænke en destroyer og beskadige yderligere tre så alvorligt, at de ikke kunne repareres. Et hangarskib blev svært beskadiget, mens et slagskib og en eskortedestroyer fik lette skader. Kamikazeangrebene fortsatte også i de følgende dage, men da med væsentligt færre maskiner.

#### Vejen til Japans kapitulation
Med henblik på landgangen på Tarakan blev øens sydkyst taget under beskydning fra allierede skibe fra den 27. april. Operation Oboe startede den 1. maj med landsætning af 28.000 australske soldater.
Samme dag landede britiske tropper under Operation Dracula ved Rangoon i Burma. Operation Bishop, hvor britiske hangarskibe, slagskibe, krydsere og destroyere beskød Port Blair og Car Nicobar i Andamanerne og Nicobarerne blev brugt som afledning. Da Rangoon allerede tidligere var rømmet af japanerne, besatte briterne byen uden modstand den 3. maj. Vest for Irrawaddy foden kunne små japanske modstandslommer fortsat holde stand.
Det amerikanske luftvåben begyndte den 3. maj med fortsættelsen af mineringen af japanske søveje. På grund af disse miner mistede japanerne frem til månedens slutninger over 50 skibe. De fleste var små handelsskibe, kun en enkelt minestryger sank. Mange krigs- og handelsskibe fik skader.
Efter Tysklands kapitulation den 9. maj erklærede Japan, at det var fast besluttet på alene at kæmpe videre mod De Allierede. Ganske vist kunne der i militæret og især i parlamentet høres de første stemmer, som talte om en snarlig kapitulation, dog hovedparten af de japanske ledere forberedte allerede forsvaret af landet til sidste mand.
De britiske hangarskibsfly gennemførte luftangreb på flyvepladser i Sakashima-Gunto og Kyūshū blev i forsvaret mod kamikazefly, som til stadighed angreb skibene ud for Okinawa. Amerikanske hangarskibe sluttede sig snart til disse angreb.
Den japanske Operation Kikusui 6, som begyndte den 10. maj blev indledt med 150 kamikazefly. Derved blev et amerikansk hangarskib særdeles alvorligt beskadiget. Ved tilbagetrækningen af Task Forcen ramte et kamikazefly endnu et hangarskib alvorligt. Ved senere Kikusui-operationen den 24., 25., 27., 28. og 29. maj mistede amerikanerne 8 skibe. En række andre blev beskadigede, men kunne fortsat indsættes.
På Wewak, Papua Ny Guinea, gik 623 australiere i land den 11. maj for at erobre halvøen. De blev fulgt den 14. maj af yderligere end australsk division til erobring af lufthavnen. Halvøen var sikret den 23. maj.
Mellem den 17. og 26. maj overlod USA indenfor rammerne af aftalen om Operation Hula 17 minesøgere og 6 ubådsjagere, som blev stillet til rådighed for den sovjetiske stillehavsflåde. I første halvdel af juni fulgte yderligere 13 ubådsjagere, en minesøger og to landgangsbåde. Ligeledes i midten af juni ankom over 1.100 sovjetiske marinesoldater til Cold Bay til oplæring på fregatter.
I en kraftig tyfon den 6. juni blev 8 hangarskibe, tre slagskibe, syv krydsere, 14 destroyere og mindre skibe beskadiget. Nogle af dem så meget, at de måtte tages ud af aktiv tjeneste. Den 9. juni gik marinesoldater i land på øen Agunijima.
I fortsættelse af Operation Oboe gik næsten 30.000 australske soldater den 10. juni i land i Brunei-bugten efter forudgående artilleribeskydning.
Den 14. juni gennemførte briterne et angreb med 48 Seafires, 21 Avengers og 11 Fireflies fra hangarskibe til neutralisering af de japanske enheder på Truk (Operation Inmate), som blev gentaget den følgende dag. Desuden beskød de atollen med skibsartilleri.
Som forberedelse for erobringen af oliefelterne og olieraffinaderierne ved Balikpapan på Borneo, som var besat af japanerne, begyndte minerydningen i midten af juni ud for kysten. Den 24. juni begyndte det undersøiske arbejde med fjernelse af de udlagte landgangsforhindringer. Kort efter begyndte beskydningen af landgangsområderne med krydsere og destroyere inden næsten 33.500 australske soldater den 1. juli gik i land i fortsættelsen af Operation Oboe. Erobringen af flyvepladsen og oliefelterne var afsluttet den 4. juli.
Task Force 38 gennemførte fra 10. juli igen angreb mod Tokyo og de omkringliggende luftbaser med 1.022 fly. Fire dage senere blev yderligere mål i det nordlige Honshû og det sydlige Hokkaidō angrebet med 1.391 maskiner. Samme dag beskød de medfølgende slagskibe, krydsere og destroyere for første gang mål direkte på de japanske hovedøer. Hertil hørte stål- og jernværkerne i Kamajshi og den følgende dag stål- og jernværkerne i Muroran. Tokyo og Yokohama var igen mål for angreb den 17. og 18. juli, hvorved et stort japansk slagskib blev alvorligt beskadiget. Ved et natligt angreb, som blev gennemført sammen med britiske enheder, beskød skibsartilleri industrierne ved Hitachi, nord for Tokyo og i den følgende nat vigtige radarstationer ved Cap Nojima sydøst for Tokyo.
I fortsættelsen af Operation Hula overlod USA i sidste halvdel af juli 10 fregatter, 6 små og 12 store minesøgere, en ubådsjager og 15 landgangsbåde til Sovjetunionen.
Fra Okinawa udførte Task Force 95 for første gang angreb på skibsfarten i det Kinesiske Hav og i det Gule Hav. Succesen mellem den 16. og 23. juli var imidlertid begrænset. En destroyer blev sænket ved et kamikazeangreb og to andre til dels alvorligt beskadiget.
Som et resultat af Potsdamkonferencen stillede de allierede Japan et kapitulationsultimatum og Sovjetunionen lovede at gribe ind i Stillehavet tre måneder efter at krigen i Europa var sluttet. Den japanske premierminister Suzuki Kantarō afviste Ultimatummet den 27. juli.
For at øge trykket på det japanske militær, regeringen og befolkningen blev angrebene på Japan i slutningen af juli yderligere forstærket mens de amerikanske militære ledere i baggrunden fortsatte forberedelsen af Operation Downfall. Hertil blev stadig flere nye og istandsatte skibe af alle typer sendt af sted fra den amerikanske vestkyst og Pearl Harbor mod Japan. Yderligere enheder blev overført fra Europa til Stillehavet. De natlige angreb på først og fremmest mod farvandet ved Kure og Kobe førte til sænkning af yderligere japanske krigsskibe eller til at de blev totalskadede. Hertil kom at amerikanske skibe igen beskød produktionsanlæg for krigsmateriel, især flyfabrikkerne ved Hamamatsu.
Den 28. juli fandt det sidste vellykkede kamikazeangreb i Stillehavskrigen sted. En amerikansk destroyer blev sænket ved Okinawa.
Kraftige luftangreb fra det amerikanske luftvåben med B-29 bombefly mod Japans havnebyer førte den 1. august til alvorlige skader på havneanlæggene i Nagasaki.

#### Atombombenedkastningerne og den japanske kapitulation
De amerikanske militærchefer besluttede sig til at få præsident Harry S. Trumans godkendelse af indsats af de ved Trinity-testen vellykket afprøvede nye atombomber. Selv om mange af videnskabsmændene, som havde deltaget i udviklingen af bomben, frarådede brugen gav Truman efter en vis tøven sin godkendelse. Ordren til nedkastningen af bomben blev givet den 25. juli, dagen før man stillede Japan et ultimatum om betingelsesløs overgivelse ved Potsdamkonferencen, der var en gentagelse af kravet fra Cairo konferencen, december 1943.
Som mål for nedkastning efter den 3. august var der udpeget fire mulige byer: Hiroshima, Kokura, Niigata og Nagasaki. Hiroshima blev valgt som det primære mål, da der her fandtes krigsvigtige produktionsanlæg og man kunne ramme her stationerede japanske divisioner. Desuden kunne man her opnå en større psykologisk effekt. Hvis Japan ikke kapitulerede inden for tre dage skulle en anden bombe nedkastes over det næste mål.
Kl. 8.16 (8.15.17) lokal tid den 6. august eksploderede den fra det amerikanske bombefly Enola Gay nedkastede amerikanske atombombe Little Boy i 580 meters højde over Hiroshima, 43 sekunder senere var størstedelen af byen jævnet med jorden. Omkring 50-80.000 mennesker døde straks og det meste af byens centrum blev ødelagt. Se Atombomberne over Hiroshima og Nagasaki.
Tre dage senere den 9. august blev den anden atombombe nedkastet. Det udpegede mål var byen Kokura; men på grund af tæt skydække valgte man efter tre forgæves anflyvninger at bombe det alternative mål Nagasaki. Bomben blev nedkastet kl. 11.02 flere hundrede meter fra det planlagte sted over et tæt befolket området. Egentlig var der planlagt et direkte angreb på Mitsubishi-våbenfabrikkerne. Eksplosionen i en højde af ca. 470 meter ødelagde 80% af bygningerne i en omkreds på en kilometer og ca. 55.000 mennesker døde af de umiddelbare følger af eksplosionen.
Betydningen og nødvendigheden af indsatsen af atombomber for at opnå den japanske kapitulation er fortsat omstridt. Ikke mindst fordi det skal holdes op imod hundredtusinder af civilisters død og bestråling, som rejser spørgsmål om uforholdsmæssighed og etisk afvisning. Det diskuteres f.eks. om atombomberne virkelig blev anvendt for at undgå en invasion af Japan og redde livet for millioner af amerikanske soldater. Ligeledes henviser nogle kritikere til, at også uden indsats af atombomber ville Japan inden længe have kapituleret. Se Atombomberne over Hiroshima og Nagasaki.
I mellemtiden havde Sovjetunionen den 8. august erklæret Japan krig, og marcherede den følgende dag ind i Manchuriet. De sovjetiske styrker sluttede sig til Folkets Befrielseshær, som besatte nogle byer. Den sovjetiske stillehavsflåde blev etableret og gik i gang med at minere egne farvande som et forsvarsmiddel. To dage senere landsattes en sovjetisk enhed på Koreas østkyst.
Samtidig fortsatte luftangrebene mod de japanske hovedøer fra amerikanske og britiske hangarskibe. Målene var Honshū og Hokkaido samt hovedstaden Tokyo. Den 15. august kaldte den militære ledelse i USA en netop startet bombeeskadrille tilbage for at stoppe kampene. Ikke alle maskiner opfangede radiomeddelelsen og det kom til de sidste heftige luftkampe med japanske kamikazefly.
Den japanske regering meddelte den 14. august at den accepterede det stillede ultimatum. Dagen efter (VJ-Day) kl. 12 middag blev der på radioen udsendt en tale med kejser Hirohito, som var optaget dagen i forvejen, hvor han gav alle japanske stridskræfter ordre til at indstille kampen. Et frygtet masseselvmord, især blandt de japanske ledere, udeblev. Der blev regnet med, at det ville tage en uges tid inden meddelelsen om kapitulationen var nået ud til alle enheder i de forskellige lande.
Sovjetiske soldater besatte med nogle enheder fra den 16. august den sydlige del af Sakhalin og fra den 19. august de nordlige øer i Kurilerne.
Generalissimus Chiang Kai-shek opfordrede den 19. august alle japanske tropper til at overgive sig til de national-kinesiske enheder. Samtidig fik de kommunistiske enheder besked på at indstille kampene. Det sidste blev dog ikke respekteret af tropperne under Mao Zedong, så det kommer ikke til nogen japansk kapitulation. Borgerkrigen mellem nationalister og kommunister fortsatte. Først efter at den nationalkinesiske 6. armé havde besat Nanking den 25. august kunne de ca. 1 mio. japanere overgive sig. Den 9. september blev kapitulationserklæringen underskrevet i Nanking. I bjergene i Manchuriet stod der stadig omkring 15.000 japanske tropper mellem fronterne i borgerkrigen. De holdt sig ude af kampene og forblev i skjul indtil slutningen af 1948, hvor det endeligt lykkedes dem at kapitulere.
For at sikre våbenstilstanden fløj flyene fra hangarskibsflåden Task Force 38 daglige patruljer over de japanske øer. De havde også til opgave at identificere krigsfangelejre og kartografere. Hangarskibsflåden selv sejlede den 27. august ind i Sagamibugten ved Tokyo med 22 hangarskibe, 14 slagskibe, 23 krydsere, 123 destroyere og 12 ubåde. En første mindre amerikansk enhed sikrede den 28. august Atsugi lufthavnen ved Tokyo. De fulgtes to dage senere af en luftlandsætning af den 11. amerikanske luftbårne division, som besatte lufthavnen og havnen i Yokohama. Sent på eftermiddagen landede den øverstkommanderende for den 8. amerikanske armé, generalløjtnant Robert L. Eichelberger og den allierede øverstkommanderende Douglas MacArthur i lufthavnen ved Atsugi. Nogenlunde samtidig overgav japanerne deres marinebase i Yokosuka til de allierede.
Den 2. september blev den japanske kapitulation underskrevet om bord på det amerikanske slagskib USS Missouri i Sagamibugten. Hermed sluttede Stillehavskrigen og dermed også 2. Verdenskrig. Japan blev besat af amerikanske tropper i Operation Blacklist. I Korea skulle den 38. breddegrad danne grænse mellem det amerikanske besættelsesområde i syd og det sovjetiske i nord.
I Operation Magic Carpet bragte amerikanerne fra 6. september til marts det følgende år deres tropper tilbage til hjemlandet. Til det formål blev alle til rådighed stående skibe i Stillehavet sat ind.

### Krigens afledte effekter
Besættelsesstyrkerne på de japanske øer bestod faktisk kun af amerikanske tropper. Leder af besættelsesregeringen blev general Douglas MacArthur. Det vigtigste projekt for besættelsesregeringen var udarbejdelse af en ny forfatning. Den blev offentliggjort den 3. november 1946. I forfatningen var alle punkter fra Potsdamerklæringen indeholdt. Desuden gav kejseren i forfatningen afkald på sin guddommelige status.
Under Tokyo-processen, som begyndte den 3. maj 1946 blev de førende japanske militærfolk og politikere sat på anklagebænken, først og fremmest ministerpræsident og generalstabschef Tōjō Hideki, mens kejser Hirohito og dennes familie blev indrømmet immunitet. Tōjō Hideki og seks andre anklagede blev dømt til døden den 12. november 1948. Omkring 20 andre blev dømt til livsvarigt fængsel. De fleste af disse blev imidlertid løsladt i 1955 da Japan fik sin suverænitet tilbage. Yderligere retssager fandt sted i Manila på Filippinerne og i Kina. Denne blev kendt som Nanking krigsforbrydertribunalet. Her undersøgte kineserne 650 tilfælde hvoraf 504 førte til anklage i 13 retssager. 149 japanere blev dømt til døden. Det omstridte Yasukuni-tempel i Tokyo indeholder alle japanske sjæle, som har ofret deres liv for fædrelandet. I 1978 besluttede parlamentet, at også de henrettede japanske krigsforbryderes sjæle skulle optages. Siden da kommer der til stadighed protester fra især Kina og Korea når repræsentanter for det officielle Japan besøger templet. I den forbindelse fordømmes især optagelsen af "Klasse-A"-krigsforbrydere.
Allerede i de sidste måneder af krigen var Den kolde krig mellem supermagterne USA og Sovjetunionen begyndt. Mange historikere tilskriver den anvendelsen af atombomberne i Stillehavskrigen. Også den stigende kommunistiske magt i Kina spillede en stor rolle, som også viste sig f.eks. ved delingen af Korea.
Sovjetunionen forvaltede Nordkorea og Sakhalin-øerne, mens USA og Storbritannien havde ansvaret for Sydkorea og Japans resterende besiddelser i Stillehavet. Japan selv blev ved Stillehavskrigens slutning besat af allierede tropper, hvis øverstbefalende general Douglas MacArthur var „SCAP“ (Supreme Commander of the Allied Powers). Afslutningen på Japans besættelse blev fastlagt i fredsaftalen i San Francisco, som blev underskrevet den 8. september 1951. Med dens ikrafttræden den 28. april 1952 blev Japan igen et uafhængigt land. Med undtagelse af Amami-øerne, som Japan fik tilbage i 1953, var Ryūkyū-øerne i yderligere 20 år formelt under amerikansk formynderi. Ved en folkeafstemning i 1971 stemte et flertal af befolkningen for genforening med Japan. I 1972 fik Japan suveræniteten over Ryūkyū- og de ubeboede Senkakuøerne tilbage. Japan sluttede fred med Folkerepublikken Kina i 1978. Fredsforhandlingerne med Sovjetunionen (og fra 1991 med Rusland) er gang på gang strandet på åbne spørgsmål (se Konflikten om Kurilerne).

#### Bivirkninger
En af bivirkningerne af Stillehavskrigen var den stigende hyppighed af den såkaldte Cargokult blandt naturfolkene på stillehavsøerne, først og fremmest på Papua Ny Guinea. Den opstod på grund af de store mængder krigsmateriel (tøj, konserves, telte, våben og andre varer) som amerikanerne og japanerne efterlod på øerne og forårsagede drastiske ændringer i øboernes livsstil.

### Antallet af ofre
Som ved alle store krige er det svært at angive præcise tal for antallet af ofre. Historikernes tal og selv de officielle tal i de enkelte lande udviser betydelige afvigelser.
Kina havde det største antal døde. Her må man huske, at i de sidste måneder af krigen førte den interne borgerkrig mellem kommunister og nationalister til store tab på begge sider. I alt døde 3,5 mio. soldater og tabene i civilbefolkningen, hvor japanerne stod bag adskillige massakrer, udgjorde omkring 10 mio. mennesker.
De japanske tab var på ca. 1,7 mio. soldater og omkring 390.000 civile, hvoraf de fleste af sidstnævnte omkom ved atombombeangrebene og det konventionelle bombeangreb mod Tokyo den 9. marts 1945.
De allierede tab (briter, indere, australiere og newzealændere) lå på omkring 350.000 døde, mens USA
 mistede ca. 160.000 soldater i Stillehavsområdet.
Hertil kom utallige civile ofre blandt den indfødte befolkning på de forskellige stillehavsøer i forbindelse med invasioner, tvangsforflytninger og tilbageerobringer.
se også: Døde i 2. Verdenskrig

## Økonomisk synsvinkel
Ganske vist havde japanerne ved Stillehavskrigens begyndelse den mest strukturerede og slagkraftige flåde, men alligevel kunne den japanske flåde ikke hamle op med den amerikanske overmagt igennem krigen. Dette havde i første række økonomiske årsager.
Med et statsbudget, som var ca. 7 gange så stort, en stålproduktion, der var fem gange større end den japanske og en kulproduktion, som var 7 gange større, var USA japanerne langt overlegne. Hertil kom mere moderne og effektive fabrikker. De amerikanske arbejderes produktivitet var således den højeste i verden på daværende tidspunkt.
| År    | Hangarskibe | Hangarskibe | Slagskibe | Slagskibe | Krydsere | Krydsere | Destroyere | Destroyere | Ubåde | Ubåde | Handelsskibe (ton) | Handelsskibe (ton) |
|       | USA         | JAP         | USA       | JAP       | USA      | JAP      | USA        | JAP        | USA   | JAP   | USA                | JAP                |
| ----- | ----------- | ----------- | --------- | --------- | -------- | -------- | ---------- | ---------- | ----- | ----- | ------------------ | ------------------ |
| 1941  | -           | 6           | 2         | 1         | 1        | -        | 2          | -          | 2     | -     | 1.031.974          | 210.373            |
| 1942  | 18          | 4           | 4         | 1         | 8        | 4        | 82         | 10         | 34    | 61    | 5.479.766          | 260.059            |
| 1943  | 65          | 2           | 2         | -         | 11       | 3        | 128        | 12         | 55    | 37    | 11.448.360         | 769.085            |
| 1944  | 45          | 5           | 2         | -         | 14       | 2        | 74         | 24         | 81    | 39    | 9.288.156          | 1.699.203          |
| 1945  | 13          | -           | -         | -         | 14       | -        | 63         | 17         | 31    | 30    | 5.839.858          | 599.563            |
| I alt | 141         | 17          | 10        | 2         | 48       | 9        | 349        | 63         | 203   | 137   | 33.088.114         | 3.538.283          |

I vedstående tabel  ser man amerikanernes og japanernes produktion af skibe i løbet af Stillehavskrigen. Heraf ses tydeligt, at henimod krigens slutning var den amerikanske overlegenhed i materiel overvældende. Tabellen tager ikke hensyn til flådernes størrelse ved krigens start og tabene af skibe under krigen.
Uligevægten i den militære produktivitet kendte japanerne allerede inden overfaldet på Pearl Harbor. Den japanske militære ledelse gik derfor i hele den militære planlægning ud fra, at man kunne udnytte et kortfristet "vindue af sårbarhed" ved det amerikanske militær.
Det amerikanske senat havde allerede i fredstid besluttet en oprustning af flåde i et omfang, som alene ved antallet af byggede skibe havde deklasseret den japanske flåde.
Mens de japanske stridskræfter især i begyndelsen af krigen ofte var teknologisk overlegne, f.eks. for så vidt angår fly eller ubåde, overhalede USA Japan på mange afgørende områder i løbet af krigen, f.eks. indenfor den yderst vigtige radarteknologi.

## Krigskirkegårde og mindesmærker

### USA
De nedenstående kirkegårde og mindesmærker blev fortrinsvis etableret af American Battle Monuments Commission, der blev grundlagt i 1923 og bliver fortsat administreret og plejet af denne organisation.

#### Manila
Det amerikanske monument og krigskirkegård ligger ca. 10 km sydøst for Manila. Kirkegården grænser op til Fort Bonifacio, det tidligere amerikanske Fort William McKinley.
Det 61,5 ha store område rummer det største antal amerikanske grave fra 2. Verdenskrig. Her ligger 17.206 soldater begravet. De fleste af dem blev dræbt under kampene på Ny Guinea og Filippinerne.
I kapellet er der 25 mosaik kort, som dokumenterer amerikanernes vellykket afsluttede operationer i Stillehavet, Kina, Indien og Burma. På en stor kalkstenstavle er opført navnene på 36.285 savnene.

#### Honolulu
Mindesmærket i Honolulu er en del af den nationale mindekirkegård og ligger i et lille udendørs vulkankrater i nærheden af bymidten i Honolulu på Oahu, Hawaii. Der er anført navnene på 18.096 savnede fra Stillehavskrigen, uden at medtage de fra det sydvestlige Stillehav (se ovenfor). Hertil kommer er der også er indgraveret navnene på 8.196 savnede fra Koreakrigen og 2.504 savnede fra Vietnamkrigen.
Også her er der mosaikkort over de amerikanske sejre i Stillehavet. Hertil kommer tilsvarende kort fra Korea- og Vietnamkrigen.

#### Guadalcanal
Mindesmærket ligger ovenfor Salomonøernes hovedstad Honoria og blev etableret i fællesskab mellem American Battle Monuments Commission og Guadalcanal-Solomon Islands Memorial Commission. Det minder om de faldne fra de Allierede under slaget fra 7. august 1942 til 9. februar 1943.
Mindesmærket består af en ca 7,3 m høj kvadratisk søjle, hvor siderne er ca. 1,2 m brede. På søjlen er der indgraveret en tekst.
Fire mure, som er vendt mod de vigtigste slagmarker i Salomonøerne indeholder navnene på slagene og de sænkede allierede skibe.

#### Saipan
Ovenfor havnen ved Tanapag på Saipan etablerede USA Saipan American Memorial. Som en del af en mindelund mindes man der de amerikanere og indfødte chamorraer, som faldt under slaget om Marianerne. I særlig grad mindes de 24.000 amerikanere, som blev dræbt under befrielsen af Saipan, Tinian og Guam mellem 15. juni og 11. august 1944.
Mindesmærket består af en ca. 3,6 meter høj retvinklet obelisk af rosengranit, som er placeret i en beplantning af lokale blomster. Lidt længere mod nord står et ca. 7 meter højt tårn med klokkespil.

#### Papua
En Bronzetavle blev i anledning af 50. årsdagen for General MacArthurs ankomst til Port Moresby, Papua Ny Guinea afsløret i den stedlige amerikanske ambassade den 6. november 1992.

#### Cabanatuan
Dette mindesmærke blev efter krigen etableret af de de overlevende fra Dødsmarchen på Bataan og Cabanatuan krigsfangelejren.
Siden 1989 er ABMC ansvarlig for dens administration og vedligeholdelse.

#### Mindesmærker for 2. verdenskrig i Pacific National Monument
Den 6. december 2008 proklamerede præsident George W. Bush etableringen af World War II Valor in the Pacific National Monument som paraplyorganisation for ni hidtil uafhængige mindesmærker for Stillehavskrigen i delstaterne Alaska, Hawaii og Californien. I Alaska omfatter det tre steder på Aleuterne, som minder om Slaget i Aleuterne. På Hawaii blev bestående og nye mindesmærker i Pearl Harbor organisatorisk samlet og overdraget til National Park Service. I Californien blev den største interneringslejr for japansk-amerikanere udnævnt til mindesmærke. Paraplyorganisationen er fortsat under opbygning og har ingen egne mindesmærker.

### Japan

#### Yasukuni-templet
I Yasukuni-templet, et Shintō-tempel i Tokyo bliver medlemmer af det japanske militær som er faldet i kamp for de kejserlige arméer æret som kami og heltesjæle (英霊 eirei). Hertil hører også soldaterne i Stillehavskrigen, som er registreret i sjæleregistre.
I udlandet kritiseres det særligt kraftigt, at også de officerer, som blev dømt til døden ved krigsforbryderprocesserne i Tokyo efter krigen og medlemmer af den berygtede Enhed 731, som under krigen i Manchuriet foretog eksperimenter med biologiske våben på krigsfanger og kinesiske civile, bliver æret. De japanske kejsere Hirohito og Akihito har ikke besøgt templet siden det i 1979 blev bekendtgjort at krigsforbryderne i Kategori A (forbrydelser mod menneskeheden) var blevet optaget på Kami-listen. Templet betegner i brochurer og på sin hjemmeside krigsforbryderprocesserne i Tokyo som skueprocesser og anses derfor for at være revisionistisk.
Dette gælder også for det ved siden af templet placerede Yushukan-museum. Her bliver selvopofrelsen for kejser og fædreland fremstillet om et sakralt offer. Hele ideen med museet og i det hele taget hele tempelanlægget kommer til udtryk i en bronzetavle, som blev afsløret i anledning af 40 årsdagen for angrebet på Pearl Harbor. Her står der:
| Citat | Næsten sekstusinde mænd døde ved selvmordsangreb, hvis tragiske heltemod er uden lige, og som lod vore fjenders hjerter stivne af angst. Hele nationen var udgydt tårer i taknemmelighed over deres urokkelige troskab og selvopofrelse | Citat |
|       | |       |

#### Mindesmærker i Hiroshima og Nagasaki
Det ødelagte centrum af Hiroshima blev genopbygget, kun den centrale ø i floden Ōta blev holdt fri og indrettet som fredspark. På området er der en række mindesmærker, herunder en flamme, som skal slukkes når den sidste atombombe er destrueret, atombombekuplen (Gembaku), fredsmuseet i Hiroshima, børne-fredsmindesmærket, som erindrer om Sadako Sasaki foruden et mindesmærke for de døde koreanske tvangsarbejdere.
Siden 6. august 1947 bliver der hvert år afholdt en stor mindehøjtidelighed for ofrene for atombomben.
Også i Nagasaki er der en fredspark (Matsuyama-machi), med et monument over de derværende ofre for atombomben. I fredshallen, der i lighed med fredsmuseet i Hiroshima blev opført som fælles mindesmærke for fred og mod atomvåben, fortælles der i en rundgang historien om bombenedkastningen og dens ofre.

#### Okinawa
Fredsmindeparken på Okinawa ligger i den sydlige ende af øen. Den rummer krigsmuseet, som dokumenterer slaget og genopbygningen af Okinawa. Nogle kilometer mod vest ligger Himeyuri Monumentet, som erindrer om de kvindelige studenter, der under de værste betingelser gjorde tjeneste på øens lazaretter. Tunnelerne for det tidligere japanske flådehovedkvarter ligger i nærheden og han besigtiges.

#### Mindesmærke og massegrav for Oka enheden på Guadalcanal
Nær Mount Austen knap 15 km fra Henderson Airfield står der på Bakke 27 en lille hvid søjle med en plakette. Den blev opstillet i 1994 af japanere fra Fukuoka til minde om de infanterister, som stod under kommando af Akinosuke Oka, som her faldt i kampen om øen. På den nærliggende Bakke 31 ligger der en massegrav med 85 japanske soldater. De jordiske rester blev i 1984 gravet op i området af japanere og bisat i denne grav.
Ved foden af Bakke 35 ligger det i 1984 åbnede japanske hovedmindesmærke. På en hvid sokkel står en fisker, som skuer ud over havet. Over hans skulder hænger et net. Skulpturen forestiller Seiichi Takahashi, en af soldaterne som faldt på stedet.

#### Mindesmærke ved Isely Field, Saipan
I nærheden af internationale lufthavn på Saipan i Nordmarianerne ligger et japansk mindesmærke, som på tavler rummer navnene på de der faldne japanske soldater. Den tidligere Isely flyveplads var en af hovedslagmarkerne i kampene mellem USA og Japan.

### Kina

#### Mindehal forMassakren i Nanjing
Til minde om de omkring 300.000 kinesere, der i december 1937 blev myrdet af japanerne blev der i 1985 opført en mindehal i Nanjing. De navne som er kendt blandt ofrene er indgraveret på den såkaldte "grædemur". Hallen ligger ved Jiangdong-byporten, i hvis umiddelbare nærhed der ligger en massegrav med omkring 10.000 lig fra massakren.

### Østtimor

#### Mindesmærke for ofrene for den japanske besættelse af Timor
I Taibesse kvarteret i hovedstaden Dili blev der i 1946 opstillet et mindesmærke over ordrene for den japanske besættelse. Den består af det portugisiske rigsvåben (den daværende kolonimagt) og to krydsende geværer.

### Fælles mindesmærker

#### Japansk-amerikansk mindesmærke på Attu
Den 1. juli 1987 indviede Japan og USA et fælles mindesmærke på øen Attu i Aleuterne. Det 5,5 m høje stålmonument står på en bjergtop knap 10 km fra den amerikanske kystbevogtningsstation. Lige ved siden af ligger en mindesten, som i 1978 blev opstillet af en japansk privatperson.

#### På dansk
1. Willmott, H.P. (2001). Anden Verdenskrig i Fjernøsten. Gyldendal. s. 224. ISBN 87-00-75308-4.
2. Lund, Mogens (2019). Stillehavskrigen 1941-45. Ellekær. ISBN 978-87-92173-35-5

#### På tysk
1. Thomas J. Cutler: Entscheidung im Pazifik. Ullstein Verlag, 1996, ISBN 3-550-07081-0
2. Paul Kennedy: Der Kampf im Pazifik. Moewig, 1981, ISBN 3-81184-311-7
3. Walter Lord: Die Schlacht um Midway. Scherz, München 1982, ISBN 3-502-18417-8
4. L.V. Richard, Inselspringer im Pazifik, Moewig 1985, ISBN 3-81184-346-X
5. Friedrich Ruge, Entscheidung im Pazifik (Die Ereignisse im Stillen Ozean 1941–1945), Rütten & Loening, Hamburg 1961
6. Harry Thürk: Midway. Die Wende des Pazifik-Krieges. 1992, ISBN 3-89488-040-6
7. Dan van der Vat, Pearl Harbor. Der Tag der Schande, München, 2001, ISBN 3-453-19525-6
8. Andrew Wiest, Gregory L. Mattson, Krieg im Pazifik 1941-1945, Tosa, Wien, 2002, ISBN 3-85492-483-6
9. H. P. Willmott: Der zweite Weltkrieg im Pazifik. Brandenburgisches Verlagshaus, 1999, ISBN 3-89488-138-0
10. Christian Zentner (Hg.), Drittes Reich und zweiter Weltkrieg. Tigris Verlag, 1989, ISBN 3-632-98921-4

#### På engelsk
1. Roy E. Appleman, War in the Pacific: Okinawa – The Last Battle (United States Army in World War II), Konecky & Konecky Military Books, 1993, ISBN 156852000X
2. Eric M. Bergerud, Fire in the Sky: The Air War in the South Pacific, Westview Press, 2001, ISBN 0813338697
3. Eric M. Bergerud, Touched With Fire: The Land War in the South Pacific, Viking Press, 1996, ISBN 0670861588
4. Simon Bolivar Buckner, Seven Stars: The Okinawa Battle Diaries of Simon Bolivar Buckner, Jr., and Joseph Stilwell, Texas A&M University Press, 2004, ISBN 1585442941
5. Richard Connaughton, MacArthur and Defeat in the Philippines, Overlook Press, 2001, ISBN 1585671185
6. John Costello, The Pacific War, Perennial, 1982, ISBN 0688016200
7. Russell Sydnor Crenshaw, South Pacific Destroyer: The Battle for the Solomons from Savo Island to Vella Gulf, Naval Institute Press, 1998, ISBN 155750136X
8. James F. Dunnigan, Victory at Sea: World War II in the Pacific, Perennial Currents, 1996, ISBN 0688149472
9. Forskellige forfattere, The Battles of Cape Esperance, 11 October 1942 and Santa Cruz Islands, 26 October 1942 (Combat Narratives. Solomon Islands Campaign, 4-5.), Naval Historical Center, 1994, ISBN 0945274211
10. Richard B. Frank, Guadalcanal: The Definitive Account of the Landmark Battle, Penguin Books, 1992, ISBN 0140165614
11. Mitsuo Fuchida, Masatake Okumiya, Midway: The Battle That Doomed Japan, the Japanese Navy's Story, Bluejacket Books, 2001, ISBN 1557504288
12. Harry A. Gailey, Bougainville, 1943-1945: The Forgotten Campaign, University Press of Kentucky, 2003, ISBN 0813190479
13. James W. Grace, The Naval Battle of Guadalcanal: Night Action, 13 November 1942, Naval Institute Press, 1999, ISBN 1557503273
14. Bob Green, Okinawa Odyssey: The Battle for Okinawa by U.S. Forces of the Tenth Army in the Pacific Theatre Campaign of World War II, Bright Sky Press, 2004, ISBN 1931721394
15. Eric Hammel, Carrier Clash: The Invasion of Guadalcanal & The Battle of the Eastern Solomons August 1942, Zenith Press, 2004, ISBN 0760320527
16. Eric Hammel, Carrier Strike: The Battle of the Santa Cruz Islands, October 1942, Pacifica Press, 2000, ISBN 0935553371
17. Eric Hammel, Guadalcanal: Decision at Sea : The Naval Battle of Guadalcanal, Nov. 13-15, 1942, Pacifica Press, 1999, ISBN 0935553355
18. Mark Healy, Midway, 1942 (Campaign), Osprey Publishing, 1998, ISBN 1855323354
19. Chris Henry, The Battle of the Coral Sea, Naval Institute Press, 2003, ISBN 1591140331
20. Carl K. Hixon, Guadalcanal: An American Story, Naval Institute Press, 1999, ISBN 1557503451
21. W. J. Holmes, Double-Edged Secrets: U.S. Naval Intelligence Operations in the Pacific During World War II, Naval Institute Press, 1998, ISBN 1557503249
22. Frank Hough, The Assault on Peleliu, Battery Press, 1990, ISBN 0898391458
23. Richard Hough The Hunting of Force Z. Weidenfeld & Nicholson military, 1999, ISBN 0-297-64522-6
24. Saburo Ienaga, Pacific War, 1931-1945, Pantheon Books, 1979, ISBN 0394734963
25. Robert Leckie, The Battle for Iwo Jima, I Books, 2004, ISBN 074348682X
26. Hans Lengerer und Sumie Kobler-Edamatsu, Pearl Harbor 1941. Der Paukenschlag im Pazifik nach japanischen Dokumenten., Podzun-Pallas, 1982, ISBN 3790901644
27. John, Jr. Miller, Guadalcanal: The First Offensive, the U. S. Army in WW II, Diane Publications Co., 1997, ISBN 0788150073
28. George Morgenstern, Pearl Harbor 1941, Herbig, 1998, ISBN 3776619961
29. Samuel Eliot Morison, History of United States Naval Operations in World War II – 15 Volume Set, Book Sales, 2001, ISBN 0762854316
30. Eric Morris, Corregidor, Cooper Square Publishers, 2000, ISBN 0815410859
31. Richard F. Newcomb, The Battle of Savo Island, Owl Books, 2002, ISBN 0805070729
32. Francis A. O'Brien, Battling for Saipan, Presidio Press, 2003, ISBN 0891418040
33. John Prados, Combined Fleet Decoded: The Secret History of American Intelligence and the Japanese Navy in World War II, Naval Institute Press, 2001, ISBN 1557504318
34. John Preger, van den Hoek, Eddy Bauer: Japan weicht zurück, Lekturama-Rotterdam 1978
35. Earle Rice, The Battle of Midway (Battles of World War II), Lucent Books, 1995, ISBN 1560064153
36. Gordon Rottman, Okinawa 1945 (Campaign), Osprey Publishing, 2002, ISBN 1855326078
37. Henry Sakaida, The Siege of Rabaul, Voyageur Press, 1997, ISBN 1883809096
38. Ronald Spector, Eagle Against the Sun : The American War With Japan, Vintage, 1985, ISBN 0394741013
39. Stephen Taaffe, MacArthur's Jungle War: The 1944 New Guinea Campaign (Modern War Studies), University Press of Kansas, 1998, ISBN 0700608702
40. David Arthur Thomas, Battle of the Java Sea, André Deutsch, 1968, ISBN 0233960724
41. Barrett Tillman, Carrier Battle in the Philippine Sea: The Marianas Turkey Shoot, Specialty Press, 1994, ISBN 1883809045
42. John Todland, The Rising Sun : The Decline and Fall of the Japanese Empire, 1936-1945, Modern Library, 2003, ISBN 0812968581
43. Haruo Tohmatsu, H. P. Willmott, A Gathering Darkness: The Coming of War to the Far East and the Pacific, 1921-1942 (Total War), SR Books, 2004, ISBN 0842051538
44. William T. Y'Blood, Red Sun Setting: The Battle of the Philippine Sea, Naval Institute Press, 2003, ISBN 1591149940

#### På japansk
1. Kaishu Katsu, Kaigun rekishi, Hara shiyo bon, 1967,
2. Jirô Kimata, Daizukai Taiheiyo senso o tatakatta shoseitachi (Generals & Admirals in the Pacific War) Nihon rikukaigun shikikantachi no sakusen to shito ni semaru!, in Aro Shuppansha, 2000, ISBN 4766333039
3. Jirô Kimata, Nihon kaibokan senshi, Tosho Shuppansha; Shohan edition, 1994, ISBN 4809901920
4. Jirô Kimata, Nihon sensuikan senshi, Tosho Shuppansha; Shohan edition, 1993, ISBN 4809901785
5. Jirô Kimata, Kyokuhoku no kaisen (Koku senshi shirizu), Asahi Sonorama; Shohan edition, ?, ISBN 4257170530
6. Tsutomu Konno, Shinjuwan kishu, Yomiuru Shinbusha, 1991, ISBN 4643911328
7. Shinohara Yukiyoshi, Rengo kantai kansen gaido, 1872-1945, Shin Kigensha, 1995, ISBN 488317235X

### Spillefilm
- The Pacific, miniserie på 10 afsnit fra skaberne af Band of Brothers. Serien havde premiere i USA i marts 2010.
- Letters from Iwo Jima, USA 2006, Instruktion: Clint Eastwood, Medvirkende: Ken Watanabe, Kazunari Ninomiya, m.fl..
- Flags of Our Fathers, USA 2006, Instruktion: Clint Eastwood, Medvirkende: Ryan Phillippe, Adam Beach, Jesse Bradford, m.fl.
- The Great Raid, USA 2005, Instruktion: John Dahl, Medvirkende: Benjamin Bratt, Joseph Fiennes, James Franco, Marton Csokas, Connie Nielsen u. a. 
Filmen handler om befrielsen af over 500 amerikanske krigsfanger fra en japansk Krigsfangelejr i nærheden af byen Cabanatuan på den filippinske ø Luzon. Denne befrielsesaktion fandt rent faktisk sted den 30. januar 1945.
- Windtalkers, USA 2002, Instruktion: John Woo. Medvirkende: Nicolas Cage, Christian Slater, m.fl.[15]

Filmen skildrer amerikanske troppers erobring af øen Saipan. Titlen Windtalkers henviser til anvendelse af Diné-Indianere i den amerikanske hærs tjeneste. De stod for kodningen af den amerikanske kommunikation. I filmen får korporal Joe Enders (Nicolas Cage) til opgave at beskytte navajo indianeren Ben ved fronten.
- Pearl Harbor. USA 2001. Instruktion: Michael Bay, Medvirkende: Ben Affleck, Jon Voight, Jennifer Garner, m.fl.[16]

Filmen omhandler angrebet på flådebasen af samme navn den 7. December 1941 samt Doolittle Raidet den 18. april 1942.
- Snow Falling on Cedars. USA 1999. Instruktion: Scott Hicks,[17]

Filmen udspilles på baggrund af interneringen af amerikanere af japansk afstamning i USA.
- Den tynde røde linje (1998), USA 1998, Instruktion: Terrence Malick. Medvirkende: Sean Penn, John Cusack, Adrien Brody, m.fl.[18]
- Slaget ved Midway, USA 1976. Instruktion: Jack Smight. Medvirkende: Charlton Heston, James Coburn, Henry Fonda, m.fl.[19]
- Tora! Tora! Tora!. USA 1970. Instruktion: Richard Fleischer, Kinji Fukasaku, medvirkende: Martin Balsam, Sō Yamamura, Joseph Cotten, m.fl.[20]

Filmen handler om angrebet på Pearl Harbor den 7. december 1941 set fra begge sider.
- De nøgne og de døde, USA 1958. Instruktion: Raoul Walsh, medvirkende: Aldo Ray, Cliff Robertson, Raymond Massey, m.fl.
- Herfra til evigheden, USA 1953 [21]
- Sands of Iwo Jima. USA 1949. Instruktion: Allan Dwan, medvirkende:John Wayne, m.fl.[22]
- Back to Bataan, USA 1945. Instruktion: Edward Dmytryk, medvirkende: Anthony Quinn, John Wayne, m.fl.[23]
- They Were Expendable, USA 1945. Instruktion: John Ford, medvirkende: Robert Montgomery, John Wayne, Donna Reed, Jack Holt, Marshall Thompson, m.fl.[24]
- The Purple Heart, USA 1944. Instruktion: Lewis Milestone, medvirkende: Dana Andrews, Richard Conte, m.fl.[25]

Filmen fortæller historien om flybesætningerne efter Doolittle Raidet.
- The Fighting Seabees, USA 1944. Instruktion: Edward Ludwig, medvirkende: Susan Hayward, John Wayne m.fl.[26]

### Dokumentarfilm
- Spiegel TV – I Stillehavets helvede. DVD/VHS, 2002. (tysk)
- National Geographic: Slaget ved Midway. DVD/VHS, 2003. (engelsk)

### Miniserie: Stillehavskrigen
- The Pacific War, en miniserie i 10 dele fra folkene bag Kammerater i krig. Serien forventes udsendt i 2009.